# Гитлерюгенд
Гитлерю́генд (нем. Hitlerjugend МФА: [ˈhɪtlɐˌjuːɡn̩t]о файле, HJ; в новой орфографии — Hitler-Jugend) — молодёжная организация НСДАП. Членами союза были только юноши, для девушек существовал отдельный Союз немецких девушек. Запрещена в 1945 году в процессе денацификации.

## История организации
Организация гитлерюгенд была основана 3—4 июля 1926 года в Веймаре как национал-социалистическое молодёжное движение.
В последние годы Веймарской республики гитлерюгенд внёс свой вклад в эскалацию насилия на улицах немецких городов, участвуя в стычках с представителями леворадикальных партий и движений.

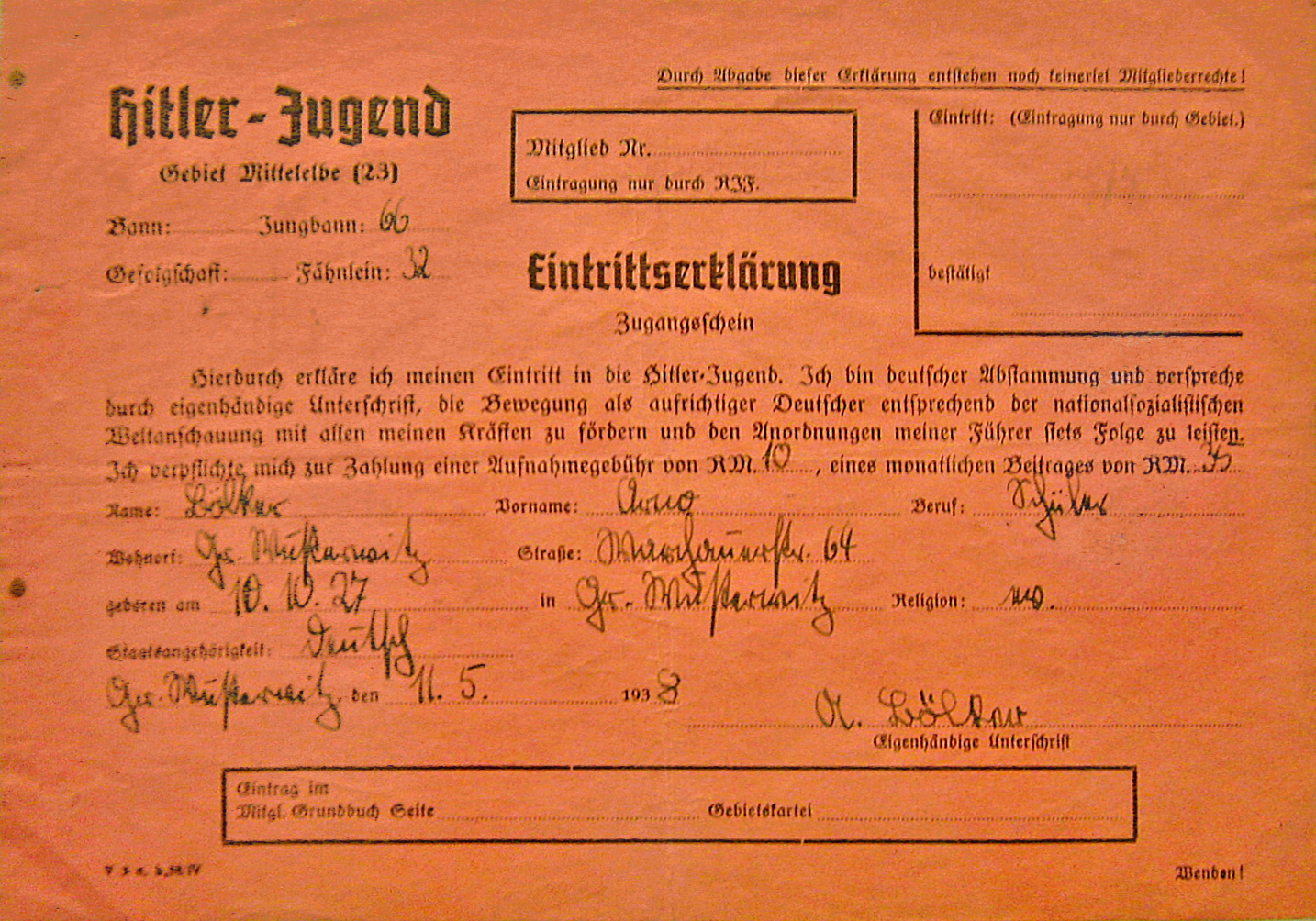
Заявление о вступлении в гитлерюгенд 1938 года.

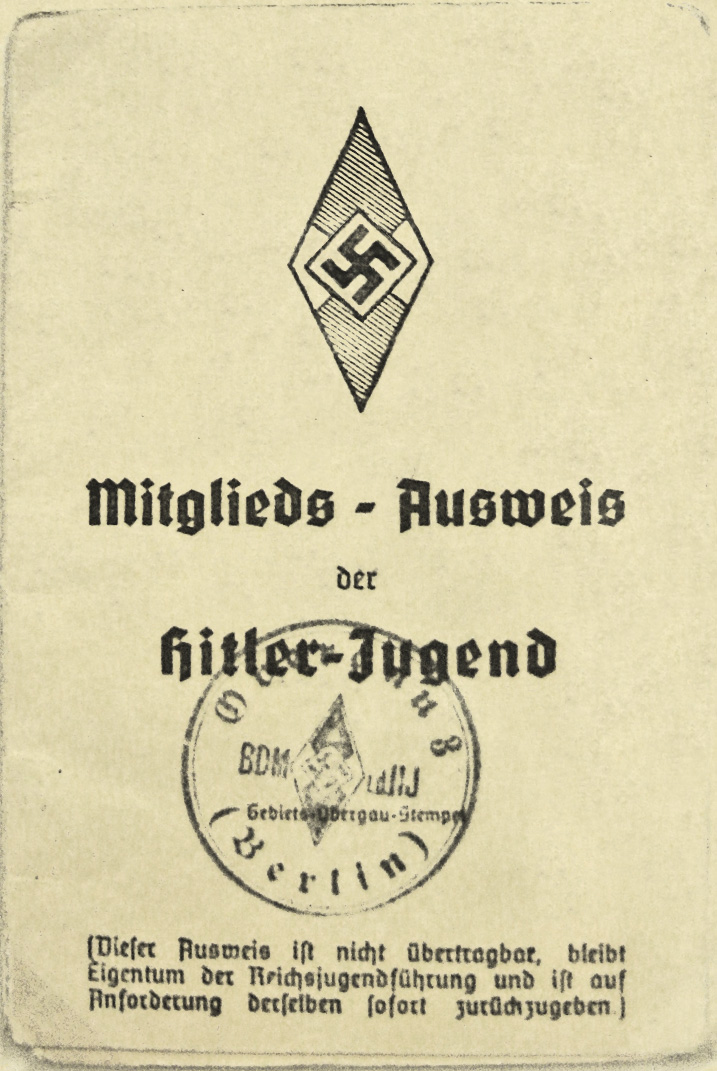
Удостоверение члена гитлерюгенда.

Иногда чиновники пытались утихомирить разбушевавшуюся молодёжь запретительными мерами. Так, в январе 1930 года городской глава Ганновера и бывший военный министр Густав Носке (социал-демократ) запретил школьникам вступать в гитлерюгенд. Его примеру последовали и в других землях страны. Однако подобными мерами с гитлерюгендом невозможно было справиться. Нацисты использовали репутацию гонимых властями народных борцов для пропаганды и привлечения новых членов в молодёжную организацию. Подвергнутые наказанию активисты движения выдавали себя за «жертв», пострадавших за правду. Едва власти запрещали какую-нибудь ячейку гитлерюгенда, как она возрождалась под другим названием, например, «Друзья природы» или «Юные народные филателисты». В Киле, например, по улицам маршировала группа учеников из мясных лавок в своих заляпанных кровью фартуках, когда власти запретили ношение формы гитлерюгенда. «Враги трепетали при появлении этой группы. Они знали — у каждого под фартуком здоровенный нож», — вспоминал один из очевидцев.
Гитлерюгенд повсеместно участвовал в предвыборной кампании. Они распространяли листовки и брошюры, расклеивали плакаты и писали на стенах лозунги. Многие родители беспокоились за здоровье своих детей, так как их участие в агитационной работе на улице было небезопасным делом. С 1931 до конца января 1933 года в различных столкновениях с противоборствующими группировками было убито более 20 членов гитлерюгенда.
Имя Герберта Норкуса, члена гитлерюгенда из Берлина, павшего от рук «красной молодёжи» в районе Моабит, быстро стало известно всей Германии. В своё время его овдовевший отец в результате экономического кризиса был вынужден продать свою маленькую продовольственную лавку, а вскоре он вступил в НСДАП. Утром 24 января 1932 года пятнадцатилетний Герберт с товарищами раздавал прохожим листовки, на них напала группа таких же подростков из коммунистической организации. Члены гитлерюгенда бросились бежать, но преследователи догнали Норкуса и несколько раз ударили его ножом. Юноша скончался от потери крови. Убийцы скрылись.
Церемонию похорон на кладбище Плетцензее нацисты превратили в пропагандистскую акцию. Пастор Венцль, служивший на похоронах, заявил в прощальном слове, что «Герберт Норкус есть пример для всей немецкой молодёжи». Тогдашний нацистский гауляйтер Берлина Йозеф Геббельс призвал собравшихся к мщению:
Никто не отнимет у нас надежду на то, что наступит день мести. И тогда те, кто болтает о гуманности и любви к ближнему, но убили нашего товарища без суда, узнают силу новой Германии. Тогда они будут молить о пощаде. Слишком поздно. Новая Германия требует искупления.
Во время съездов НСДАП проводился специальный «день гитлерюгенда». Во время этого дня проходили партийные митинги на Франкенштадионе, который располагался на территории съездов НСДАП.

Vorwärts! Vorwärts!

Schmettern die hellen Fanfaren,

Vorwärts! Vorwärts!

Jugend kennt keine Gefahren.

Deutschland, du wirst leuchtend stehn

Mögen wir auch untergehn.

Vorwärts! Vorwärts!

Schmettern die hellen Fanfaren,

Vorwärts! Vorwärts!

Jugend kennt keine Gefahren.

Ist das Ziel auch noch so hoch,

Jugend zwingt es doch.

Refrain:

Uns're Fahne flattert uns voran.

In die Zukunft ziehen wir Mann für Mann

Wir marschieren für Hitler

Durch Nacht und durch Not

Mit der Fahne der Jugend

Für Freiheit und Brot.

Uns're Fahne flattert uns voran,

Uns're Fahne ist die neue Zeit.

Und die Fahne führt uns in die Ewigkeit!

Ja die Fahne ist mehr als der Tod!

Jugend! Jugend!

Wir sind der Zukunft Soldaten.

Jugend! Jugend!

Träger der kommenden Taten.

Ja, durch unsre Fäuste fällt

Wer sich uns entgegenstellt

Jugend! Jugend!

Wir sind der Zukunft Soldaten.

Jugend! Jugend!

Träger der kommenden Taten.

Führer, wir gehören dir,

Wir Kameraden, dir!

Refrain.
1 декабря 1936 года, по принятии «Закона о гитлерюгенде» (Gesetz über die Hitlerjugend), а затем 25 марта 1939 года — по принятии «Молодёжного служебного долга» (Jugenddienstpflicht), прежде формально добровольное участие в движении стало обязательным. В рамках политики унификации все остальные молодёжные организации Германии были запрещены и должны были либо прекратить существование, либо войти в состав Гитлерюгенд. Не избежали такого инкорпорирования и религиозные объединения молодёжи — протестантские и католические. Со вступлением в должность руководителя организации Бальдура фон Шираха гитлерюгенд стала частью НСДАП.
В декабре 1937 года Бальдур фон Ширах совершил поездку в Иран с целью поддержки создания иранской бойскаутской организации. Визит широко освещался иранской прессой. В ходе поездки была проведена официальная встреча с шахом Реза Пехлеви. С 1939 года созданные в Иране (по германскому образцу) бойскаутские отряды стали обязательными организациями в школах, а верховным их руководителем был назначен наследный принц Мохаммед Реза Пехлеви.
После Бальдура фон Шираха пост руководителя организации занял Артур Аксман. Организация была распущена после поражения нацистской Германии.

## Структура и принципы функционирования организации

Плакат, пропагандирующий вступление в гитлерюгенд (снизу надпись «Все десятилетние — в гитлерюгенд», сверху — «Молодёжь служит фюреру»)

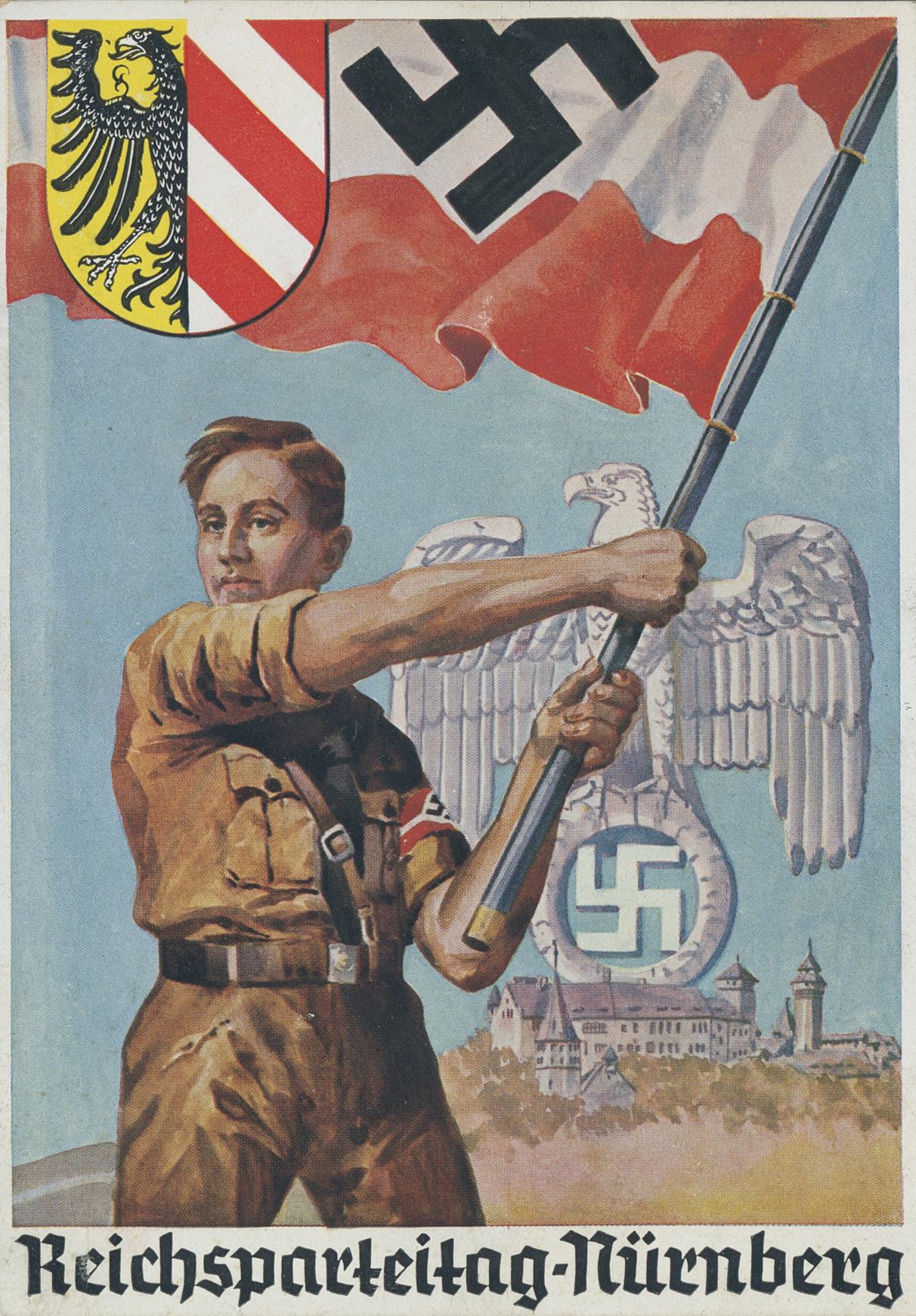
Пропагандистская открытка «Съезд партии в Нюрнберге», 1937

Организованная по военному образцу и по принципу «молодёжь руководит молодёжью», организация охватывала немецкую молодёжь в возрасте от 10 до 18 лет и делилась по возрастным категориям. Младшая группа — мальчики от 10 до 14 лет Дойчес юнгфольк («Немецкая молодёжь»); старшая группа — юноши с 14 до 18 лет, собственно, гитлерюгенд. Женская организация в составе гитлерюгенд — девочки в возрасте от 10 до 14 лет Юнгмэдельбунд («Союз девочек»); девушки от 14 до 18 лет Бунд дойчер мэдель («Союз немецких девушек»).
Гитлерюгенд возглавлялся рейхсюгендфюрером (Reichsjugendführer), или рейхсфюрером (Reichsführer), назначавшегося председателем НСДАП.
Территории
До 1932 года — края (Gau) во главе с гауфюрерами (Gauführer) территориально соответствовали провинциям, землям, группам из провинции и мелких земель, по партийной линии — гау НСДАП.
Возглавлялись гебитсфюрерами (Gebietsführer). Каждая из территорий состояла из 20 баннов.
Банны
До 1929 года — из округов (Bezirk) во главе с бецирксфюрерами (Bezirksführer), территориально соответствовали городским районам или внерайонным городам с прилегающими к ним территориями.
Возглавлялись баннфюрерами (Bannführer). Каждый из баннов состоял из 4—6 штаммов.
Штаммы
До 1938 года — унтербанны (Unterbann), до 1929 года аналогичное звено отсутствовало. Территориально соответствовали городским районам, внерайонным городам, районам или мелким землям, по партийной линии — районам НСДАП.
Возглавлялись штаммфюрерами (Stammführer). Каждый из штаммов состоял из 3—5 дружин.
Дружины
Территориально соответствовали амтам, ранее — районам.
Возглавлялись гефольгшафтсфюрерами (Gefolgschaftsführer). Каждая из дружин состояла из 4-х шаров.
Шары
Территориально соответствовали городам, общинам и округам, по партийной линии — местным группам НСДАП, раннее территориально соответствовали амтам.
Возглавлялись шарфюрерами (Scharführer). Каждый из шаров состоял из 4-х товариществ (Kameradschaft).
Товарищества
Территориально соответствовали сёлам, улицам, группам многоквартирных жилых домов, по партийным линиям — блокам НСДАП, раннее территориально — городам и общинам, по партийной линии — местным группам НСДАП.
Возглавлялись камерадшафтсфюрерами (Kameradschaftsführer). Каждое из товариществ состояло из 10 членов.
Гитлер, выступая с речью в Рейхенберге (присоединённый к Германии город чешских Судет, ныне — Либерец) в начале 1938 года, следующим образом высказывался по поводу судьбы немецкой молодёжи:

Эта молодёжь, она не учится ничему другому, кроме как думать по-немецки, поступать по-немецки. И когда эти мальчики и девочки в десять лет приходят в наши организации и зачастую только там впервые получают и ощущают свежий воздух, через четыре года они попадают из Юнгфолька в гитлерюгенд, где мы их оставляем ещё на четыре года, а затем мы отдаём их не в руки старых родителей и школьных воспитателей, но сразу же принимаем в партию или Рабочий фронт, в СА или СС, в НСКК и так далее. А если они там пробудут полтора или два года и не станут совершенными национал-социалистами, тогда их призовут в «Трудовую повинность» и будут шлифовать в течение шести-семи месяцев с помощью кое-какого символа — немецкой лопаты. А тем, что останется через шесть или семь месяцев от классового сознания или сословного высокомерия, в последующие два года займётся вермахт. А когда они вернутся через два, или три, или четыре года, мы их тотчас же возьмём в СА, СС и так далее, чтобы они ни в коем случае не взялись за старое. И они больше никогда не будут свободными — всю свою жизнь…— Manfred Seifert: Kulturarbeit im Reichsarbeitsdienst. S. 173.

## Звания и знаки различия Гитлерюгенда

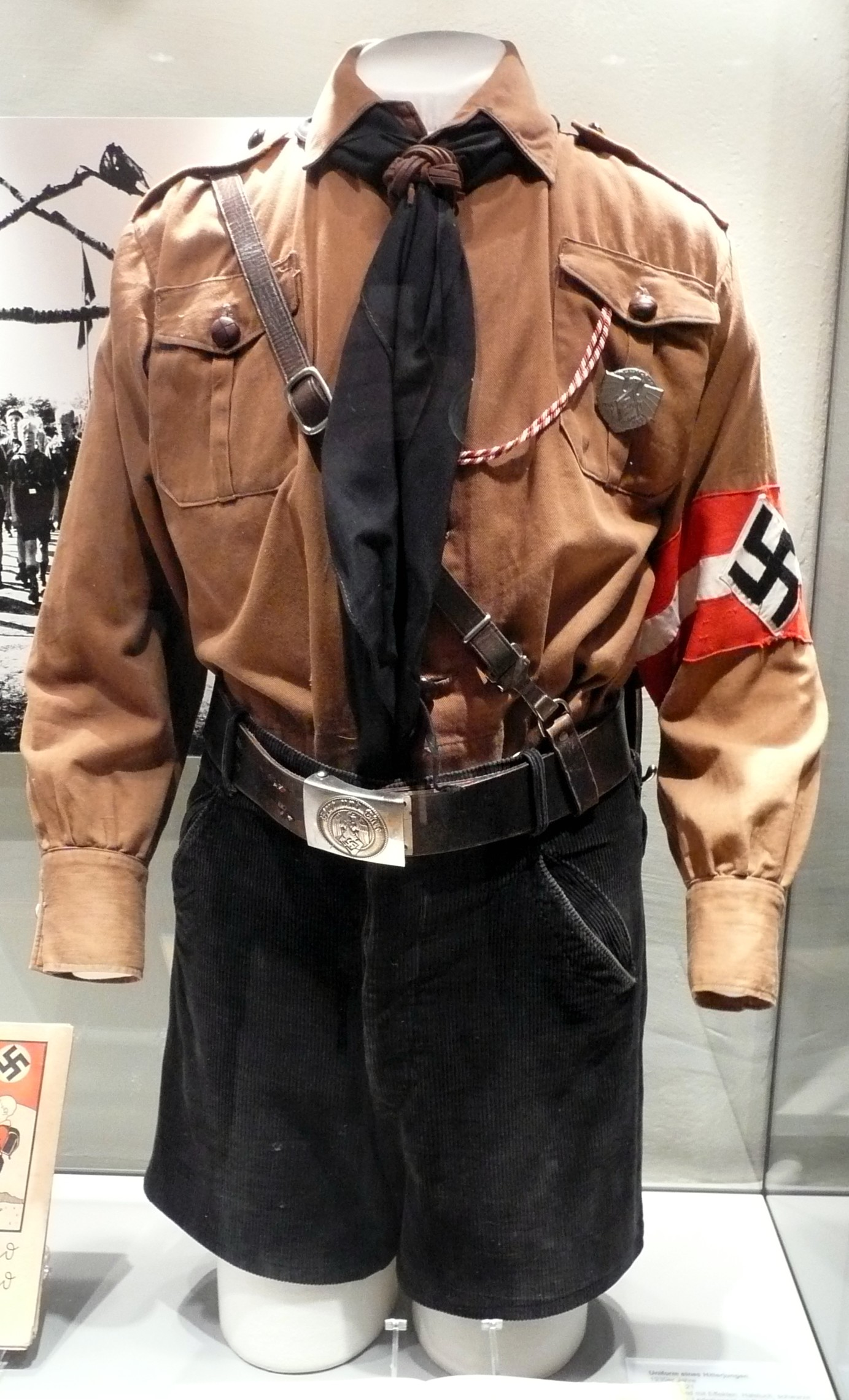
Форма гитлерюгенда.

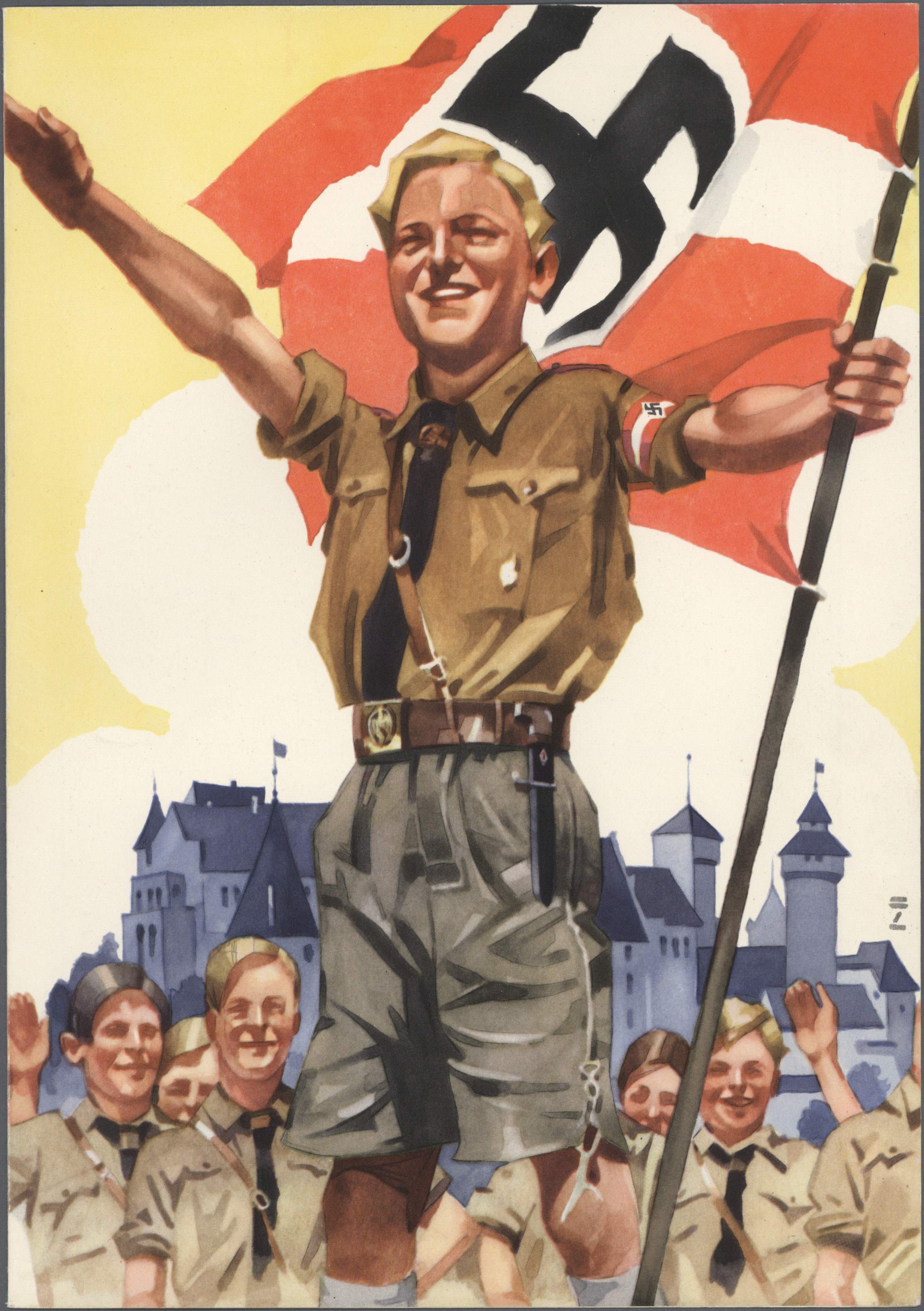
Мальчик в форме с флагом перед Нюрнбергским замком на обложке телеграммы, 1936.

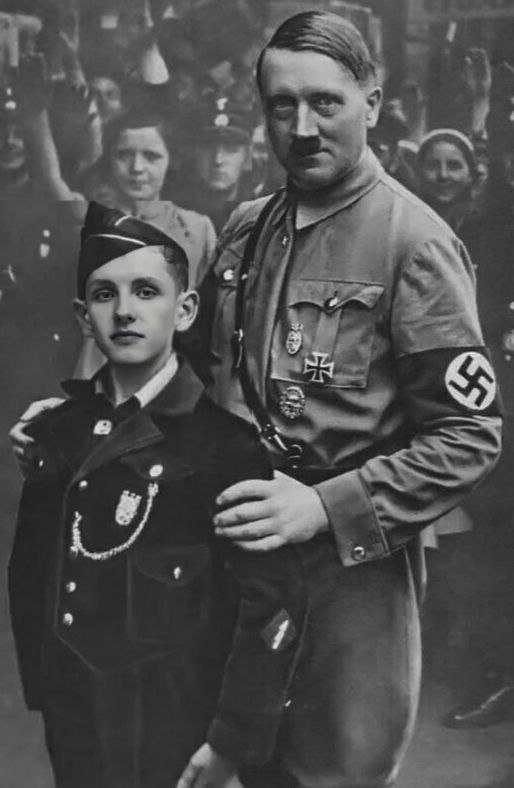
Фото Адольфа Гитлера с Романом Тотнефом, Мюнхен 1942

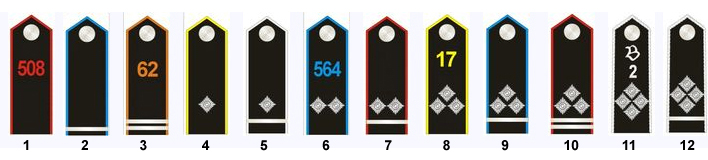
1) Гитлерюнге HJ; 2) Роттенфюрер HJ; 3) Оберроттенфюрер HJ; 4) Камерадшафтсфюрер HJ;
5) Оберкамерадшафтсфюрер HJ; 6) Шарфюрер HJ; 7) Обершарфюрер HJ; 8) Гефольгшафтсфюрер HJ;
9) Обергефольгшафтсфюрер HJ; 10) Гауптгефольгшафтсфюрер HJ; 11) Штаммфюрер HJ; 12) Оберштаммфюрер HJ.

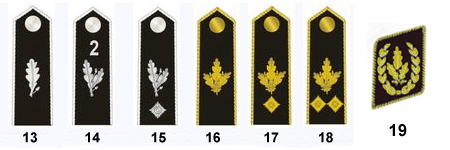
13) Баннфюрер HJ; 14) Обербаннфюрер HJ; 15) Гауптбаннфюрер HJ;
16) Гебитсфюрер HJ; 17) Обергебитсфюрер HJ; 18) Штабсфюрер HJ;
19) Рейхсюгендфюрер HJ.

| Гитлерюгенд (HJ)                | Германские сухопутные силы          | Германский флот (Кригсмарине) | Германские ВВС (Люфтваффе) |
| ------------------------------- | ----------------------------------- | ----------------------------- | -------------------------- |
| Гитлерюнге HJ                   | Рядовой, стрелок, гренадер, канонир | Матрос                        | Флигер / Рядовой ВВС       |
| соответствия в Гитлерюгенде нет | Обер-гренадер                       | -                             | -                          |
| Роттенфюрер HJ                  | Ефрейтор                            | Матрозен-ефрейтор             | Ефрейтор                   |
| Оберроттенфюрер HJ              | Обер-ефрейтор                       | Матрозен-обер-ефрейтор        | Обер-ефрейтор              |
| соответствия в Гитлерюгенде нет | -                                   | Матрозен-гаупт-ефрейтор       | Гаупт-ефрейтор             |
| соответствия в Гитлерюгенде нет | Штабс-ефрейтор                      | Матрозен-штабс-ефрейтор       | Штабс-ефрейтор             |
| Камерадшафтсфюрер HJ            | Унтер-офицер                        | Маат                          | Унтер-офицер               |
| Оберкамерадшафтсфюрер HJ        | Унтер-фельдфебель                   | Обер-маат                     | Унтер-фельдфебель          |
| соответствия в Гитлерюгенде нет | Фенрих                              | Фенрих цур зее                | -                          |
| Шарфюрер HJ                     | Фельдфебель                         | Фельдфебель                   | Фельдфебель                |
| Обершарфюрер HJ                 | Обер-фельдфебель                    | Обер-фельдфебель              | Обер-фельдфебель           |
| соответствия в Гитлерюгенде нет | Гаупт-фельдфебель                   | Штабс-фельдфебель             | -                          |
| соответствия в Гитлерюгенде нет | Обер-фенрих                         | Обер-фенрих цур зее           | -                          |
| соответствия в Гитлерюгенде нет | Штабс-фельдфебель                   | Штабс-обер-фельдфебель        | Штабс-фельдфебель          |
| Гефольгшафтсфюрер HJ            | Лейтенант                           | Лейтенант цур зее             | Лейтенант                  |
| Обергефольгшафтсфюрер HJ        | Обер-лейтенант                      | Обер-лейтенант цур зее        | Обер-лейтенант             |
| Гауптгефольгшафтсфюрер HJ       | Гауптманн / Ротмистр                | Капитан-лейтенант             | Капитан                    |
| Штаммфюрер HJ                   | Майор                               | Корветтен-капитан             | Майор                      |
| Оберштаммфюрер HJ               | Оберст-лейтенант                    | Фрегаттен-капитан             | Оберст-лейтенант           |
| Баннфюрер HJ                    | Оберст                              | Капитан цур зее               | Оберст                     |
| Обербаннфюрер HJ                | соответствия в вермахте нет         | Коммодор                      | -                          |
| Гауптбаннфюрер HJ               | Генерал-майор                       | Контр-адмирал                 | Генерал-майор              |
| Гебитсфюрер HJ                  | Генерал-лейтенант                   | Вице-адмирал                  | Генерал-лейтенант          |
| Обергебитсфюрер HJ              | Генерал войск                       | Адмирал                       | Генерал ВВС                |
| Штабсфюрер HJ                   | Генерал-оберст                      | Генерал-адмирал               | Генерал-оберст             |
| Рейхсюгендфюрер HJ              | Генерал-фельдмаршал                 | Гросс-адмирал                 | Генерал-фельдмаршал        |
| соответствия в Гитлерюгенде нет | -                                   | -                             | Рейхсмаршал                |

## Деятельность

Учебная стрельба членов гитлерюгенда.

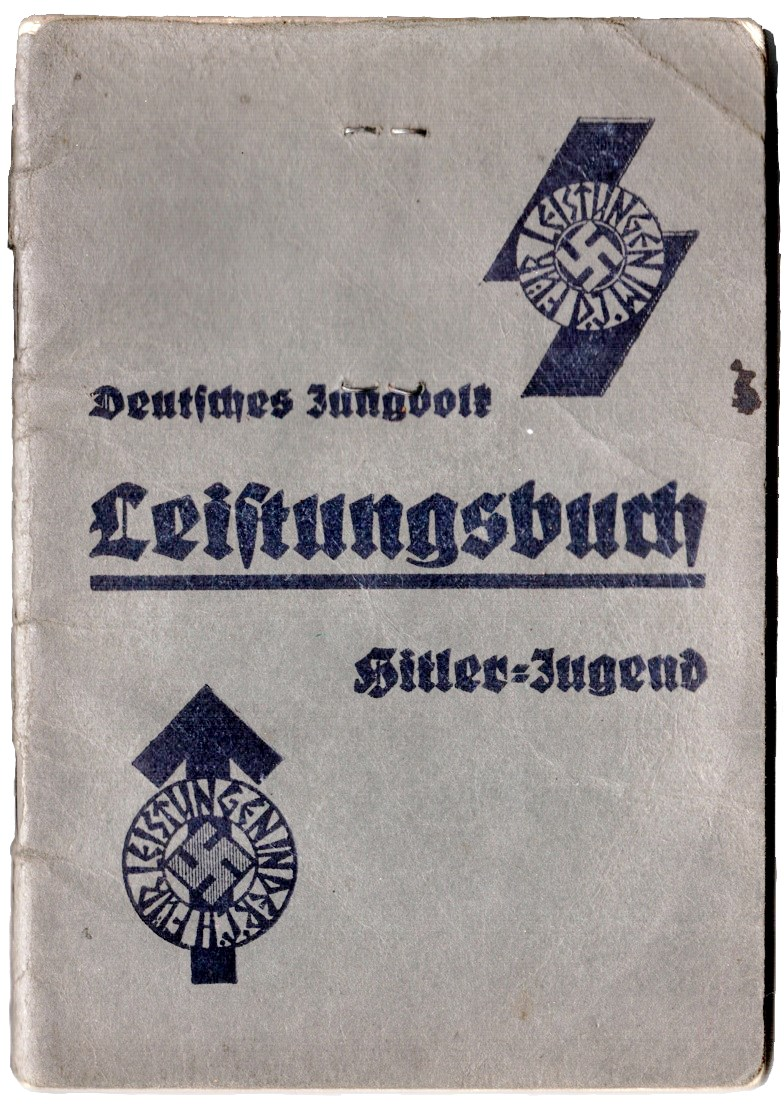
Книжка учёта сдачи нормативов и упражнений по военно-спортивной подготовке гитлерюгенда, которая подтверждалась вручением специальных значков.

Руководство гитлерюгенда старалось любыми способами привлечь молодёжь. Организовывались торжественные шествия, пропагандистские марши и парады, военные игры, спортивные соревнования, туристические походы, молодёжные слёты, международные встречи с членами молодёжных фашистских объединений Италии и других стран. Совместная жизнь делала гитлерюгенд очень привлекательной для молодёжи. Проводились регулярные паломничества в Браунау-на-Инне, на родину Гитлера. Любой юноша мог найти в деятельности гитлерюгенда что-нибудь интересное для себя: занятия искусством или народными промыслами, авиамоделирование, журналистика, музыка, спорт и т. д. Кроме военизированных действ, по воскресеньям организовывались вечера, на которых собирались небольшие группки гитлерюгенда, чтобы выработать планы дальнейших действий, послушать пропагандистские радиопередачи. С другой стороны, юноша, не бывший членом гитлерюгенд, как бы отделялся от своих товарищей, которые таковыми были.
Участие в гитлерюгенд начиналось с 10 лет. Ежегодно 15 марта каждый достигший десятилетнего возраста мальчик обязан был зарегистрироваться в Имперской молодёжной штаб-квартире. После тщательного изучения сведений о ребёнке и его семье, где особое внимание уделялось его «расовой чистоте», он считался «свободным от позора». Чтобы быть принятым, необходимо было пройти так называемые «Испытания мальчиков» и врачебное обследование. Затем следовала торжественная церемония приёма в младшую возрастную группу — юнгфольк. Церемония проводилась в день рождения фюрера (20 апреля), в присутствии высокого партийного руководства. Переход в следующую возрастную группу происходил также торжественно и помпезно.
С 1933 года членам юношеских подразделений организации в качестве знака отличия за усердие в учёбе вручался нож гитлерюгенда с целью подчеркнуть привилегированность и принадлежность их владельцев к определённой военизированной элитной группе.
В гитлерюгенде важнейшее внимание уделялось таким темам, как расовая теория, политика народонаселения, немецкая история и политическое страноведение. На первом плане стояли «Господствующая раса» и политика по отношению к остальным расам, по истории — изучалась биография Гитлера, история НСДАП. В основу физического и спортивного развития ставились соревнования. С 1935 года ежегодно стали проводиться спортивные состязания рейха. Проводились соревнования по лёгкой атлетике, рукопашному бою и командному спорту. С 1937 года была введена стрельба из огнестрельного оружия.
Руководство НСДАП рассматривали музыку в качестве важного средства идеологического воздействия на молодёжь. В частности, в ячейках гитлерюгенда поощрялось групповое исполнение песен идеологического содержания. Внутренняя инструкция для руководителей организации называла групповое пение «сильнейшим средством укрепления коллективного духа».
Каждый час участников организации был занят до предела, и у молодёжи едва оставалось время для каких-то личных дел и даже для своих семей. Большинство родителей не возражало против подобного распорядка.
С началом Второй мировой войны члены гитлерюгенда занимались сбором дополнительной тёплой одежды для солдат, отправкой подарочных посылок с одеждой и продуктами на фронт, и разного рода иной вспомогательной и общественно-полезной деятельностью.
В январе 1943 г. вождь гитлерюгенда Артур Аксман обратился к Генриху Гиммлеру с официальным запросом создать дивизию из молодёжи 1926 года рождения. Так с согласия Гитлера была сформирована 12-я танковая дивизия СС «Гитлерюгенд» из молодёжи возрастом от 17 лет (ранее для поступления в СС существовал возрастной ценз в 23 года). В новую дивизию переводились офицеры войск CC, имевшие офицерский ранг в организации гитлерюгенд. Кроме того, в последние месяцы войны подростками «Детской армии Гитлера» пополнялись ряды войск СС и «Фольксштурма» (немецкого народного ополчения).

## Изображения
- Пропагандистский фильм НСБ о спортивном фестивале в Гааге, в котором участвуют члены Гитлерюгенда и голландский Национальный молодёжный шторм (NJS). 1941
- Совместный марш членов Гитлерюгенда вместе с голландским Национальным молодёжным штормом (NJS). 1941

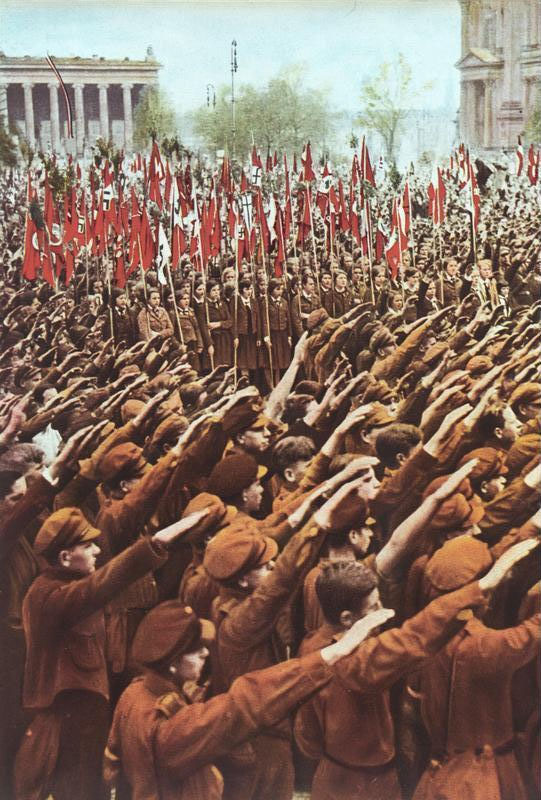
Члены Гитлерюгенда приветствуют новое правительство Германии. Берлин, 1933
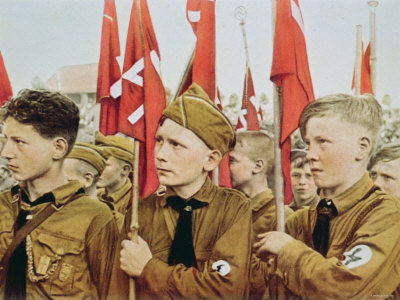
Пропагандистское фото юных бойцов Гитлерюгенда ручной раскраски. Мальчики одеты в коричневые рубашки с простой руной Зиг (символ организации Юнгфольк), 1933
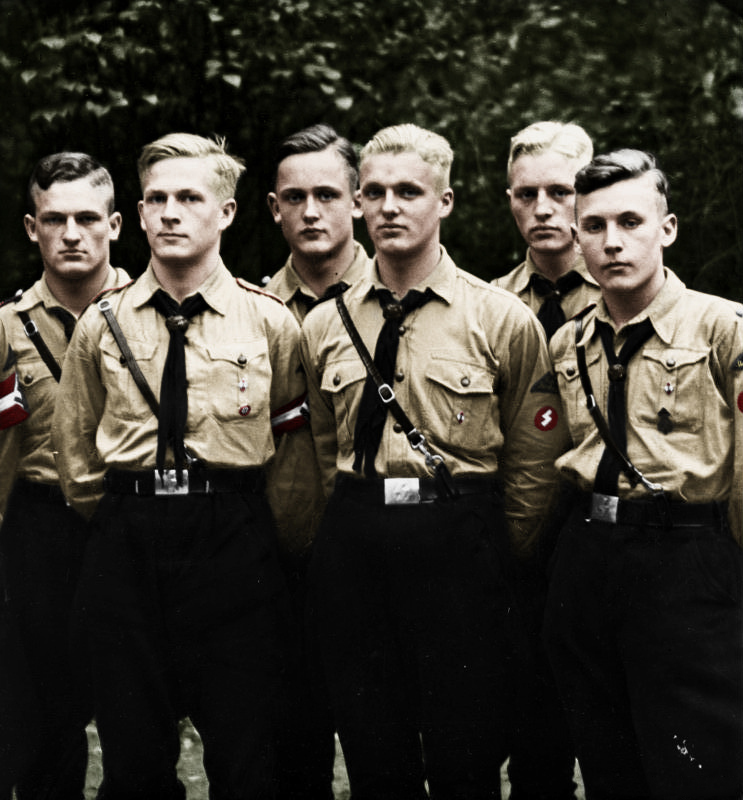
Групповое фото юношей из гитлерюгенда. Из собрания фотоснимков Ведомства по делам расовой политики НСДАП, 1933
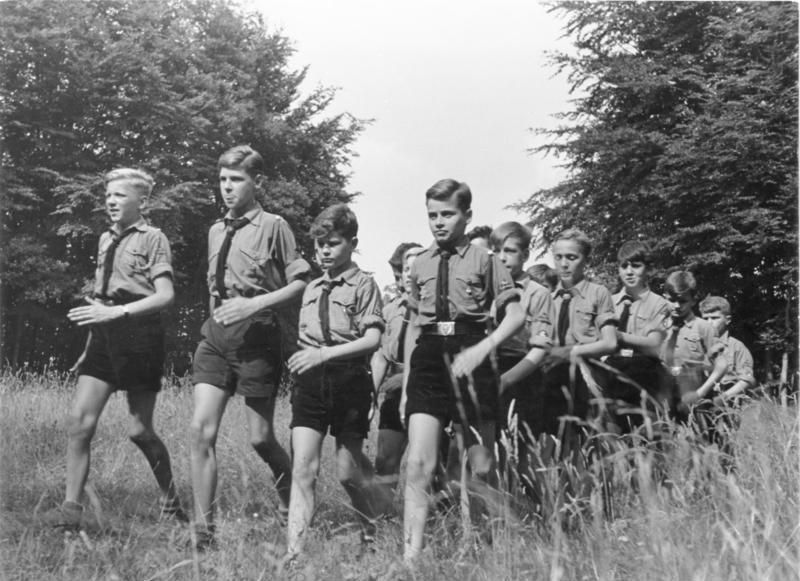
Строй юных бойцов Гитлерюгенда
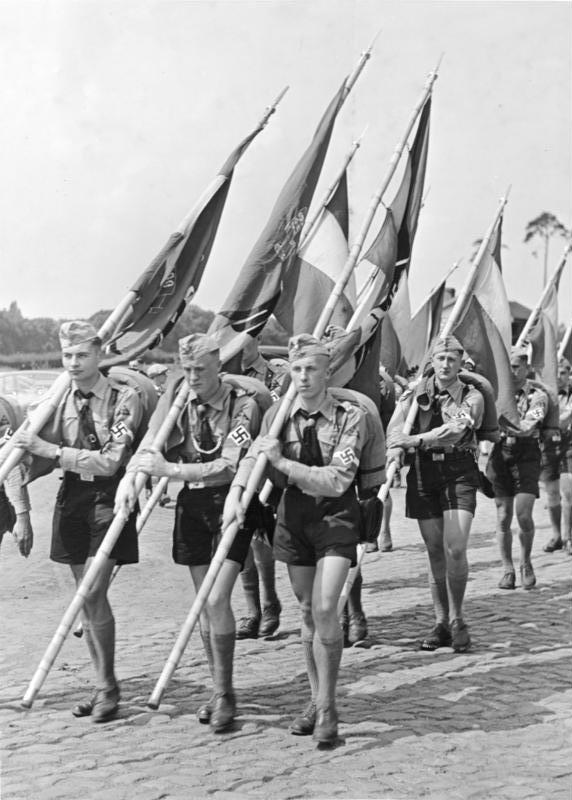
Члены Гитлерюгенда на пути в Рейхспартейтаг в Нюрнберге
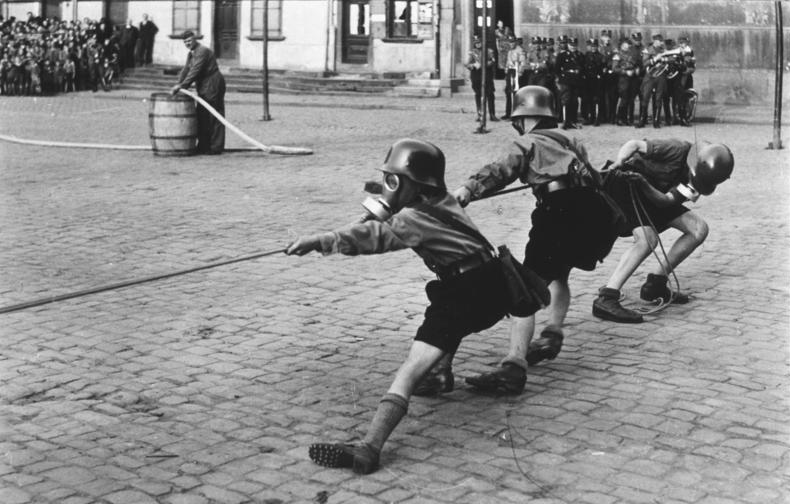
Тренировка противовоздушной обороны из членов Гитлерюгенда (Luftschutzübung), 1933
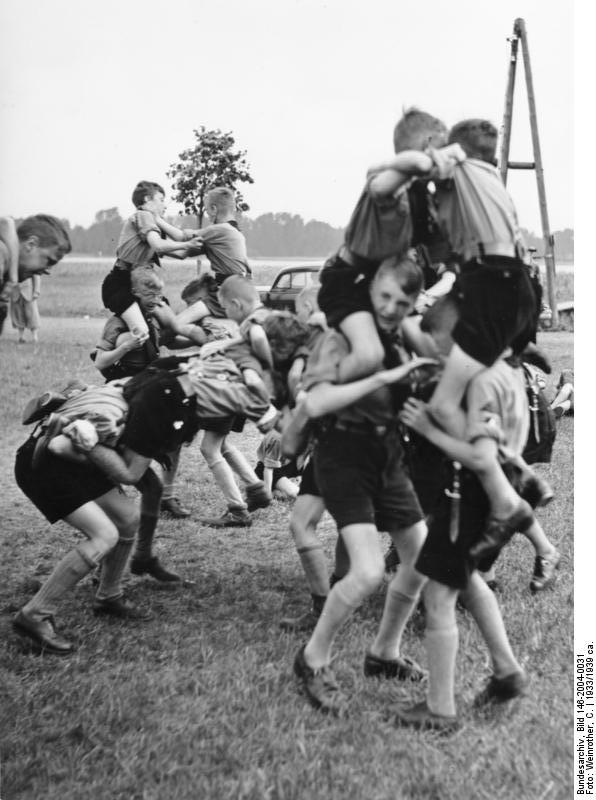
Мальчики в «рыцарском лагере» в Пятидесятницу 1933 года
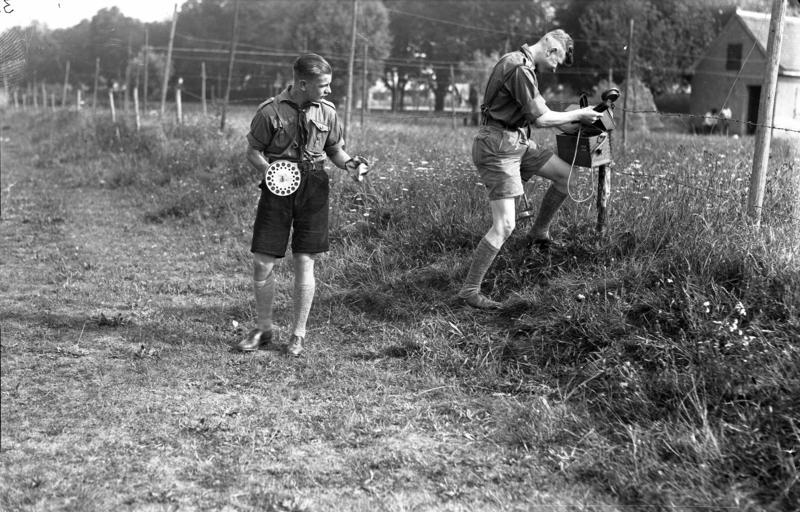
Два члена Гитлерюгенда прокладывают полевые телефонные кабели во время военной подготовки, 1933
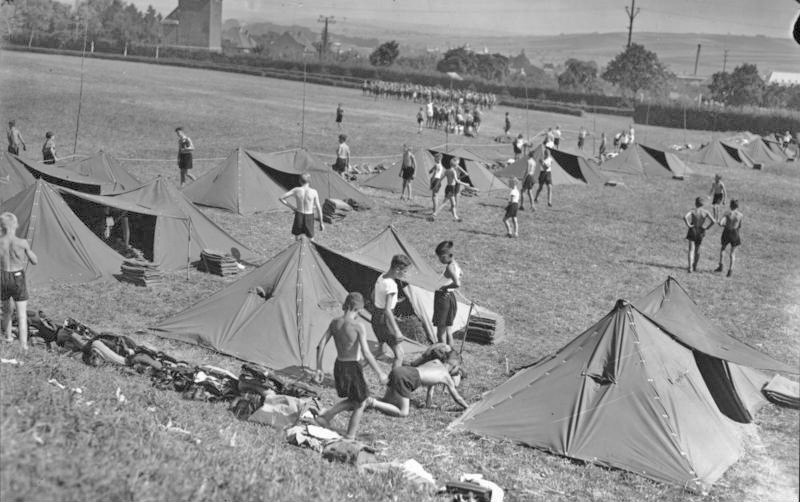
Молодёжный палаточный лагерь Гитлерюгенда, 1933
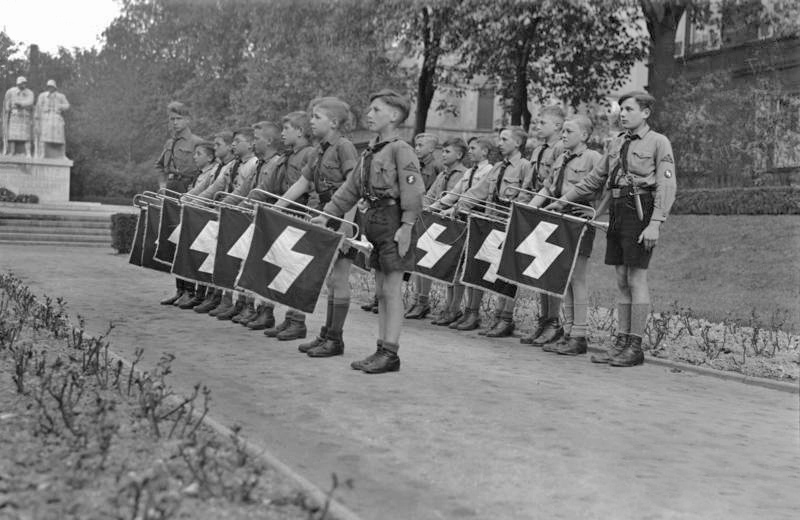
Фанфарная группа из оркестра детской организации Юнгфольк, 1933
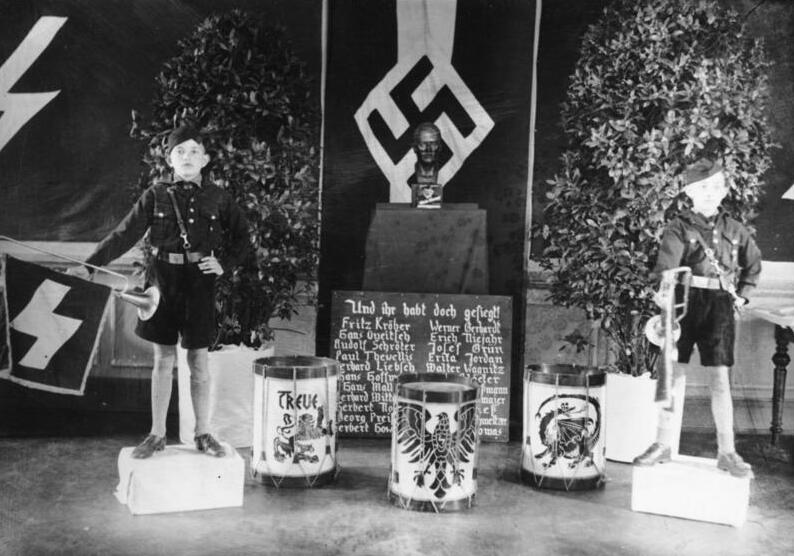
Почётный караул из членов Гитлерюгенда у мемориала погибших солдат
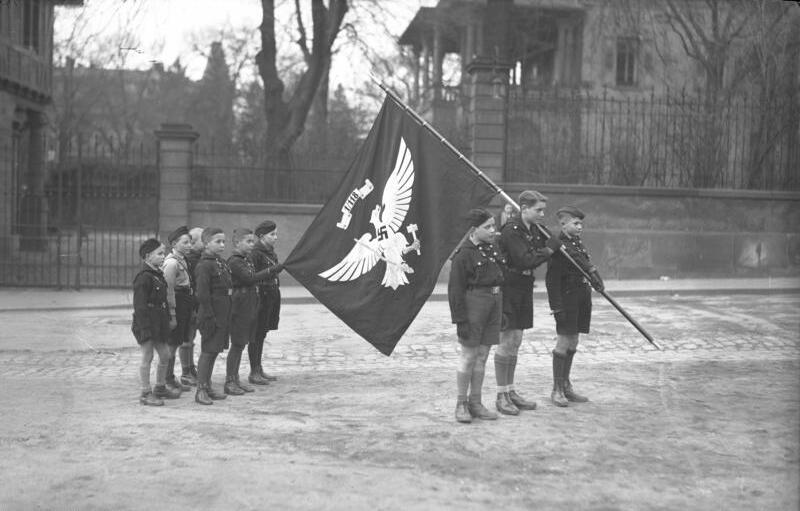
Банн Юнгфолька со своим знаменем
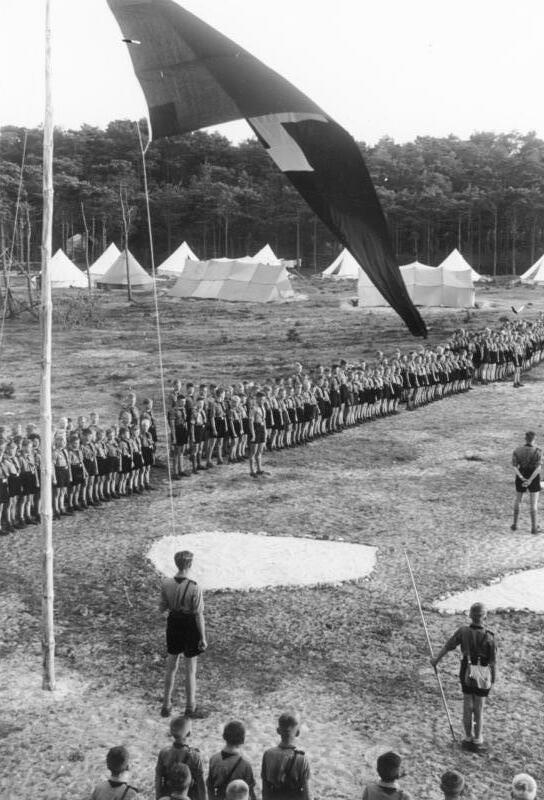
Юноши в палаточном городке Гитлерюгенда в 1930-х гг.
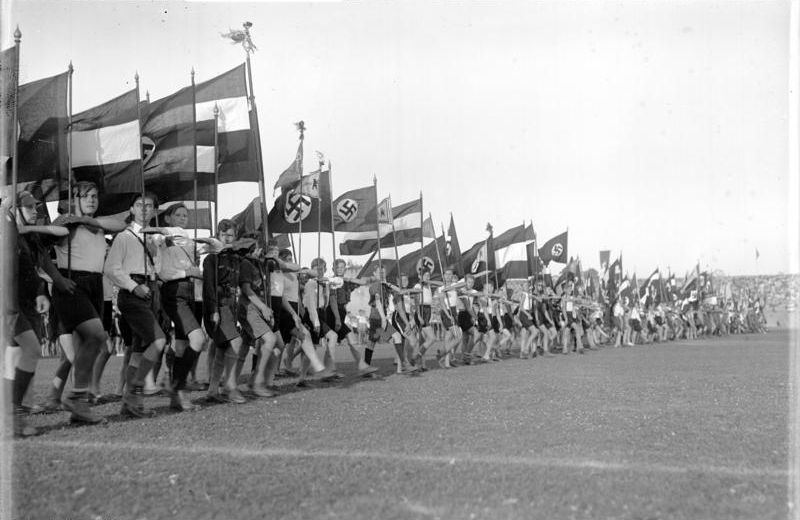
Школьные мероприятия с участием членов Гитлерюгенда
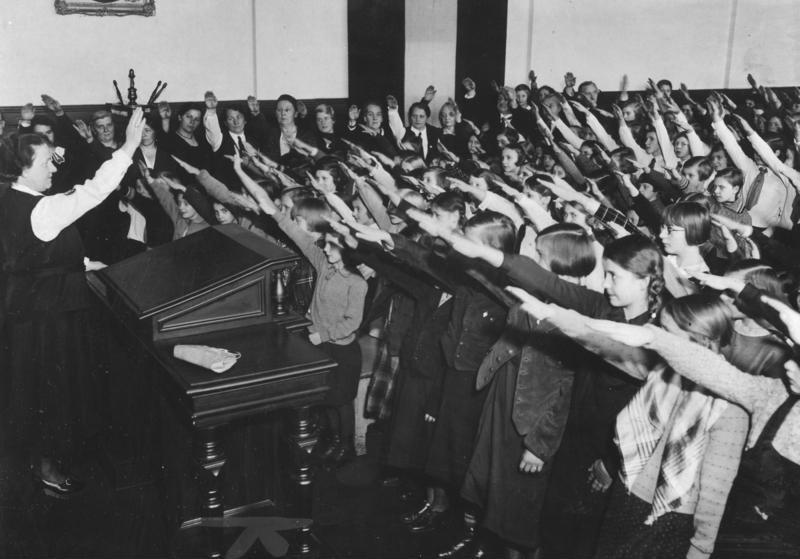
Немецкие школьницы приветствуют своего учителя
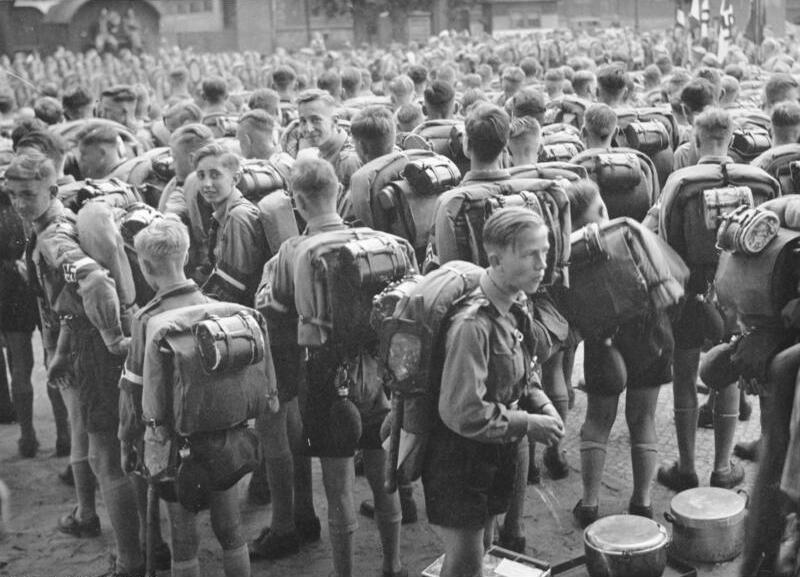
Отъезд юных бойцов Гитлерюгенда в летний лагерь на Боденском озере
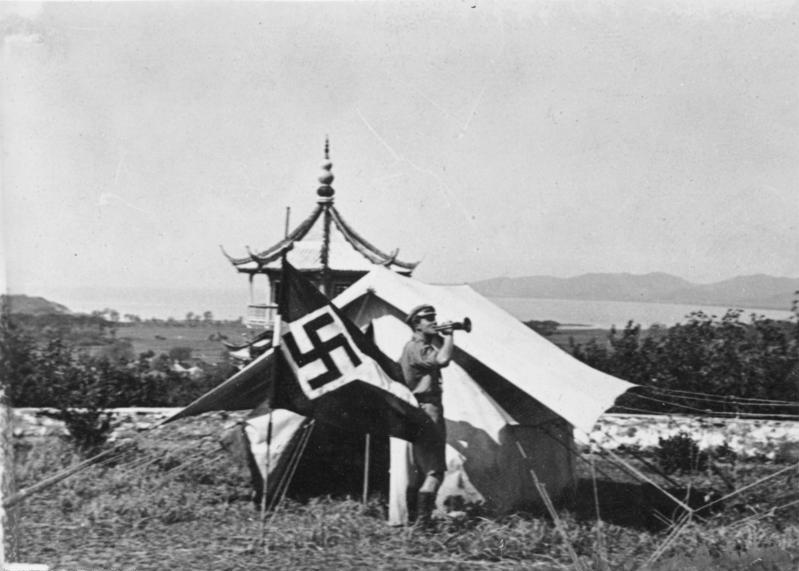
Молодёжный лагерь Гитлерюгенда в Китае, с разрешения правительства Китайской Республики. 1935
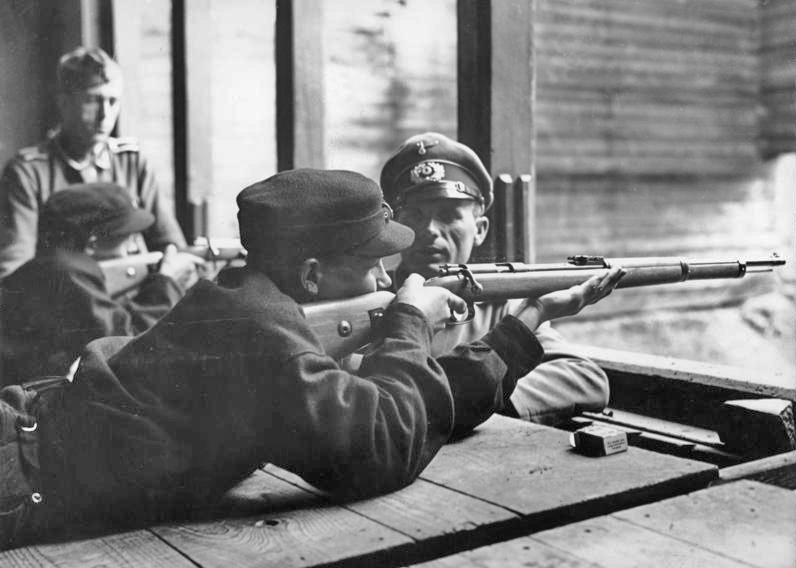
Учебная стрельба для членов Гитлерюгенда в военно-учебном лагере
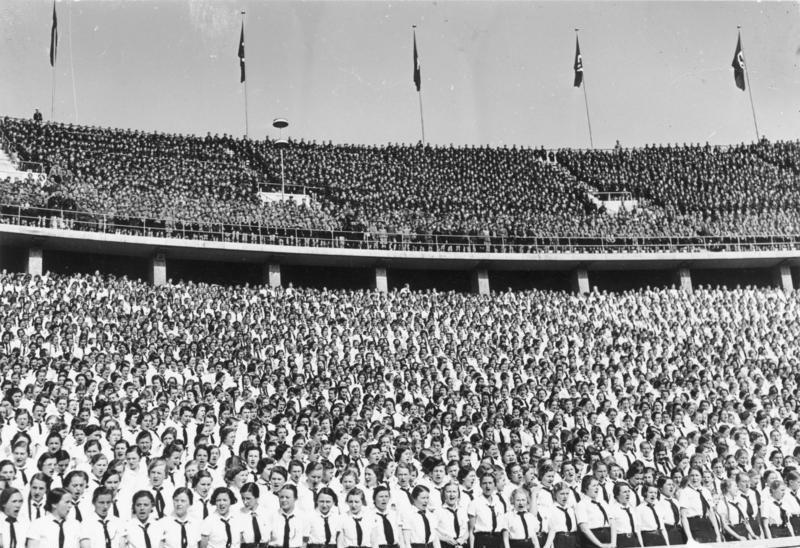
Встреча молодёжных организаций по случаю «Национального дня труда» на Берлинском олимпийском стадионе, 1937
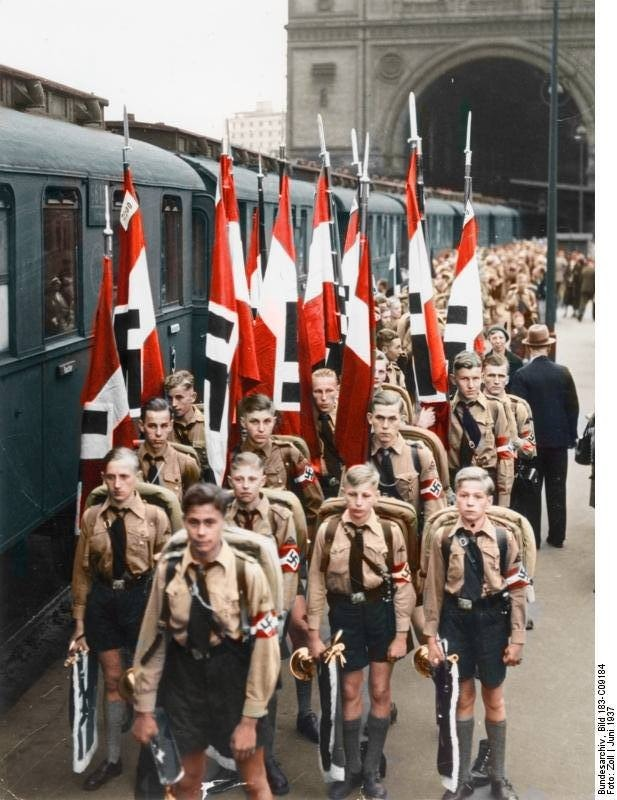
Гитлерюгенд (раскрашенная фотография), Берлин, июнь 1937
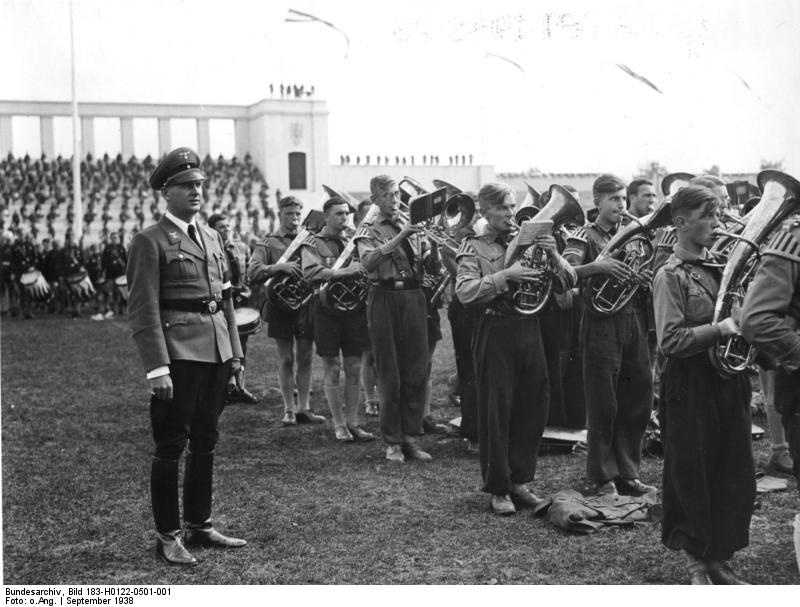
Бальдур фон Ширах рейхсюгендфюрер и лидер Гитлерюгенда (1933—1940), с музыкантами из Гитлерюгенда во время ежегодного дня НСДАП, сентябрь 1938
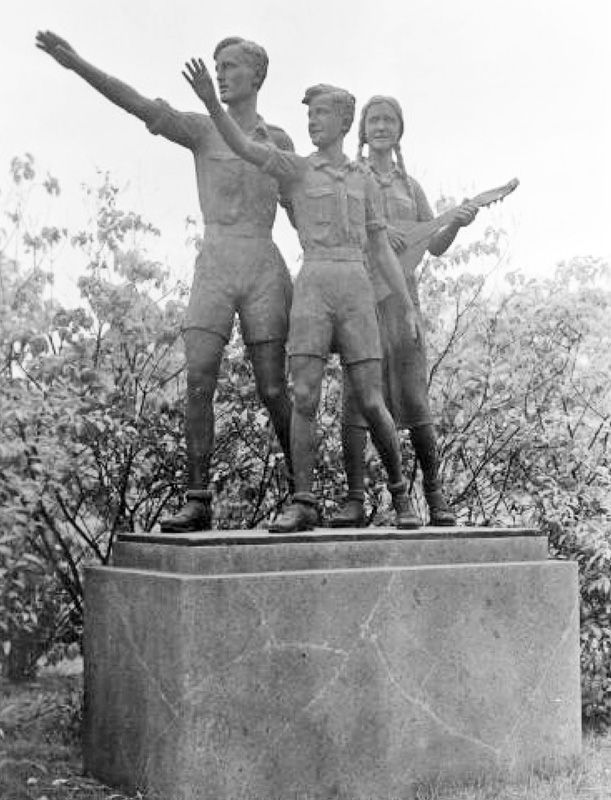
«Памятник молодёжи», бронзовая скульптура, посвящённая организации Гитлерюгенд, Лейпциг, 1938
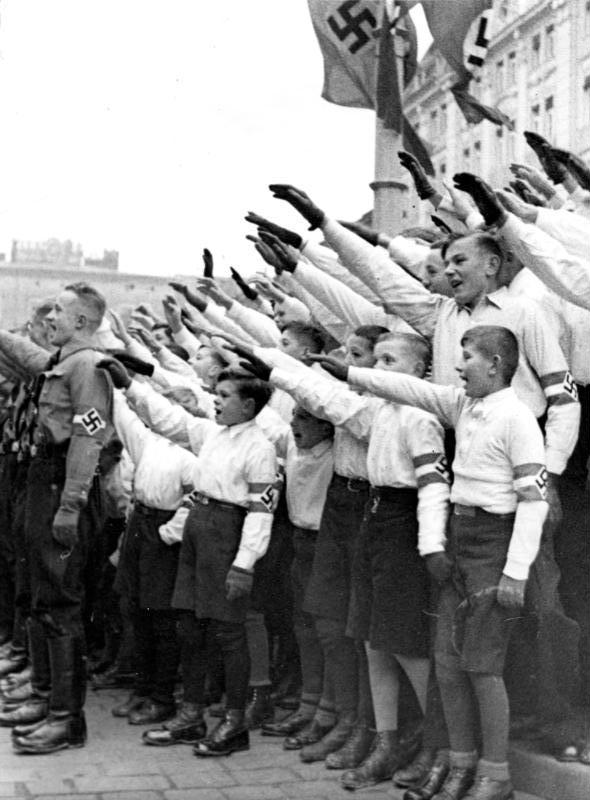
Гитлерюгенд у посольства в Позене приветствует министра МВД Германии Вильгельма Фрика, 1939
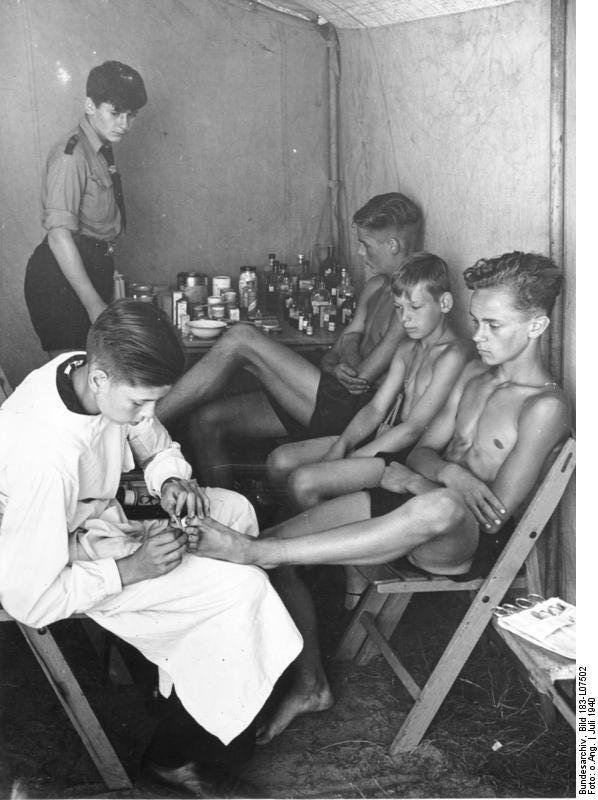
Медицинское обследование в летнем лагере, июль 1940
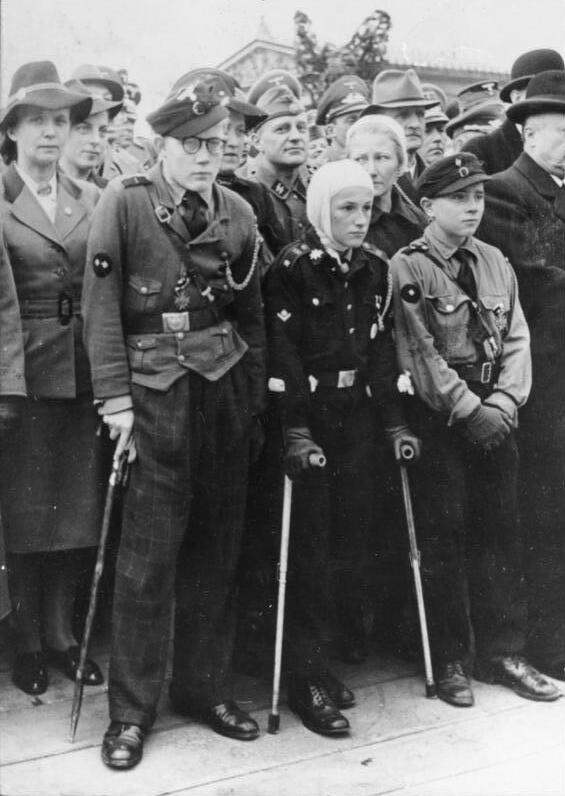
Награждение юных бойцов Гитлерюгенда, получивших ранения во время службы в ПВО. 1943
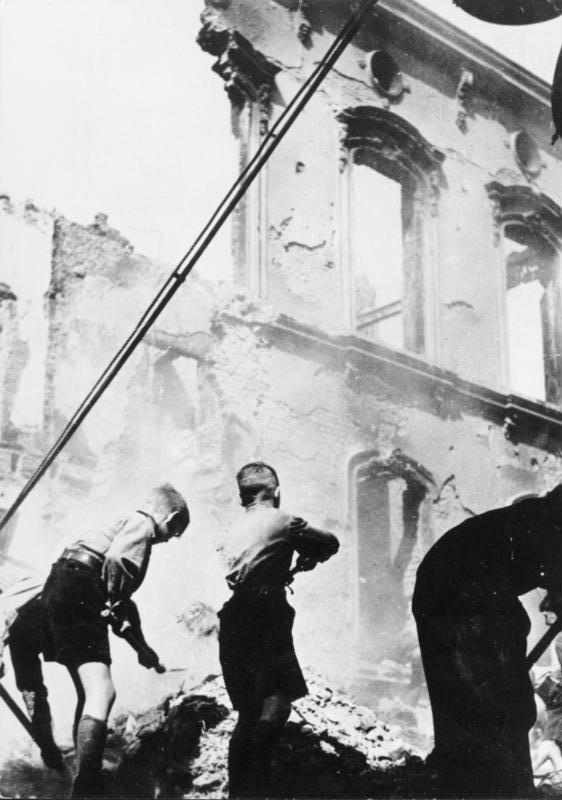
Члены Гитлерюгенда принимают участие в процессе ликвидации завалов после бомбардировок, 25.08.1943
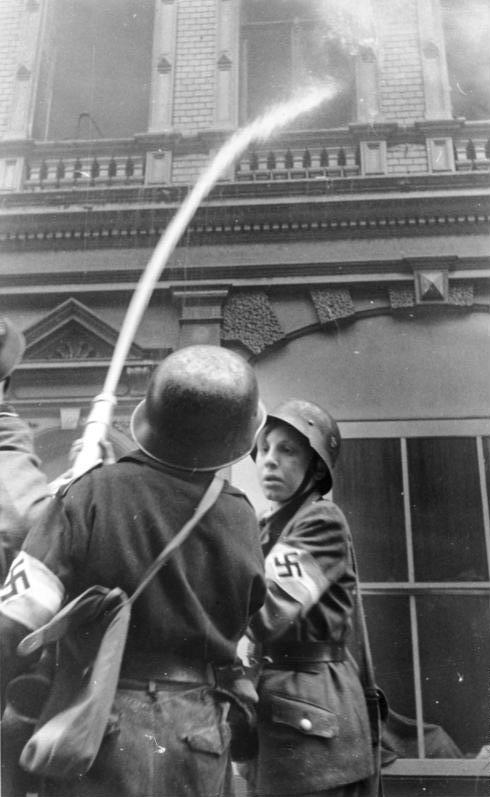
Члены Гитлерюгенда принимают участие в процессе тушения пожара после бомбардировок 25.08.1943
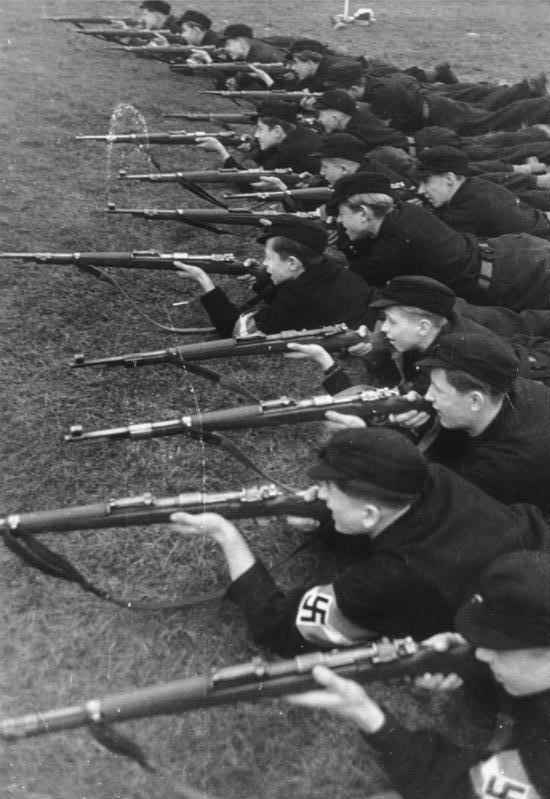
Члены Гитлерюгенда принимают активное участие в учениях в одном из лагерей безопасности, 1943
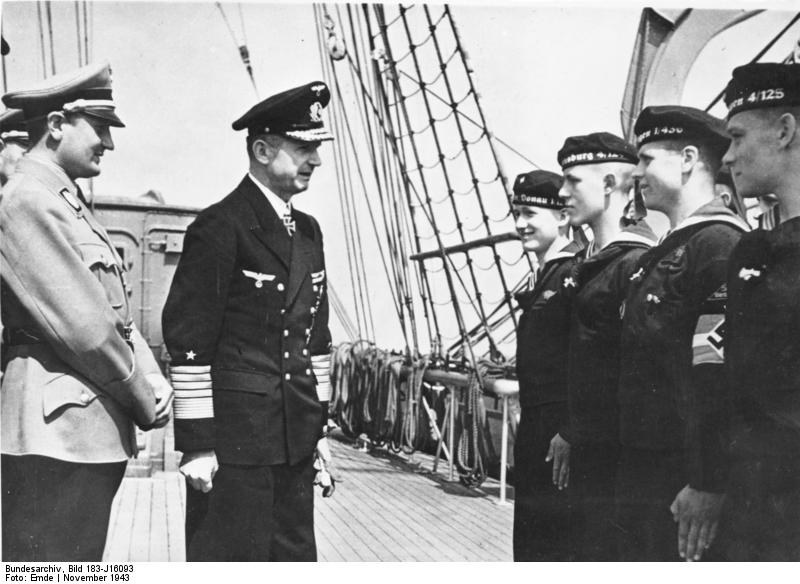
Артур Аксманн (слева), лидер HJ 1940-1945, вместе с адмиралом Карлом Дёницем проводят строевой смотр среди бойцов Marine-HJ в матросских костюмах и повязках синего цвета (вместо красного) на борту школьного учебного корабля «Horst Wessel», ноябрь 1943
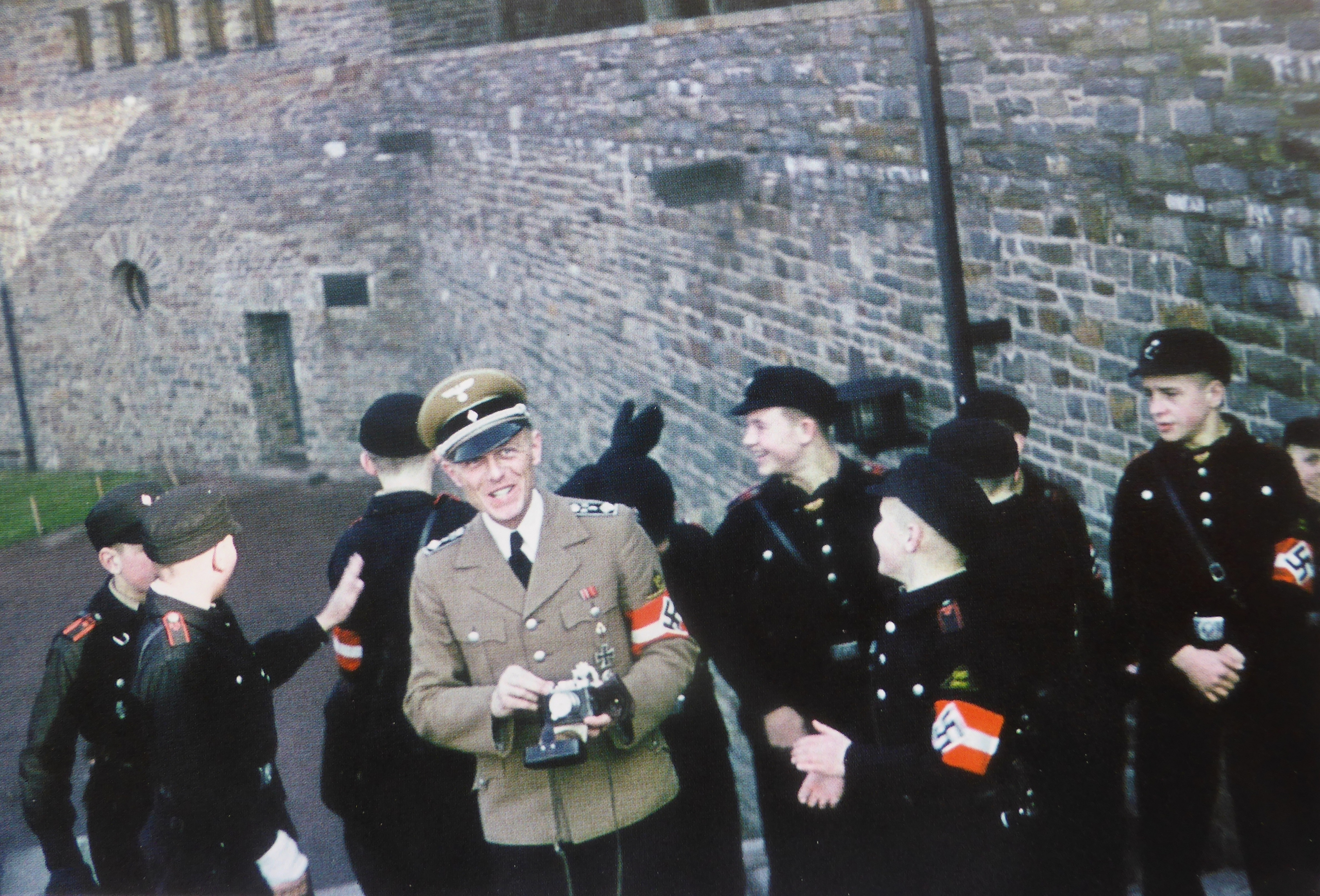
Школа СС: ученики и учитель, 1944
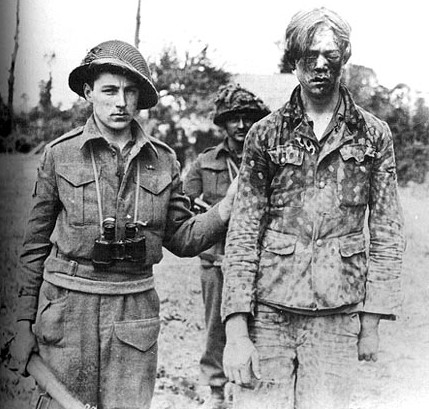
Панцергренадер 12-й танковой дивизии СС «Гитлерюгенд» (справа) сформированной из старших членов Гитлерюгенда, взятый в плен, Нормандия, 9 августа 1944
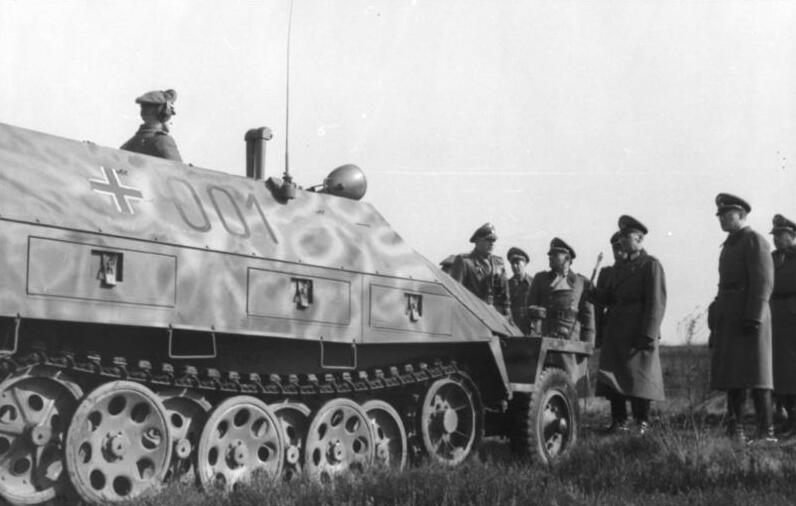
Генерал-фельдмаршал Герд фон Рундштедт проводит инспекцию в подразделениях 12-й танковой дивизии СС «Гитлерюгенд», 1944
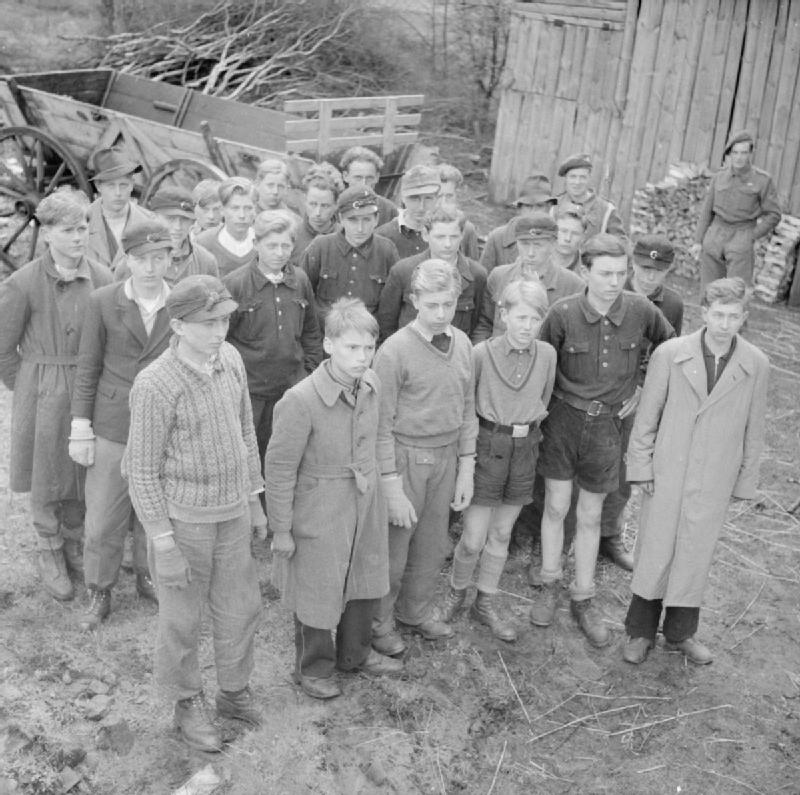
Захваченные в плен британскими войсками юные бойцы Гитлерюгенда в районе города Букстехуде, 1944
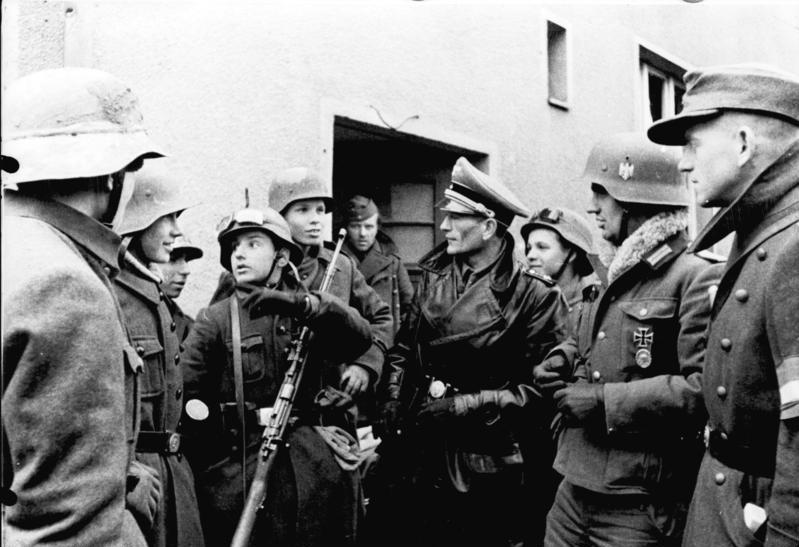
Бойцы Гитлерюгенда и Фольксштурма на Восточном фронте в городе Пириц (Померания), февраль 1945
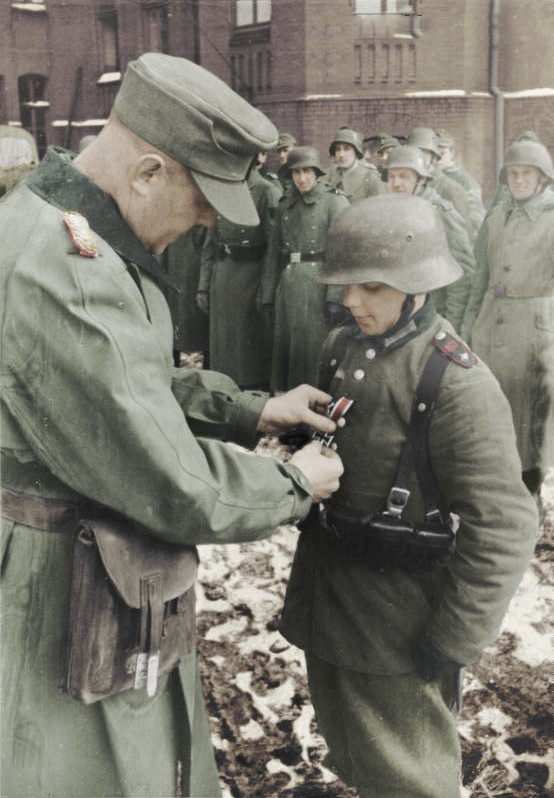
16-летний Вилли Хюбнер из Гитлерюгенд получает Железный крест, март 1945
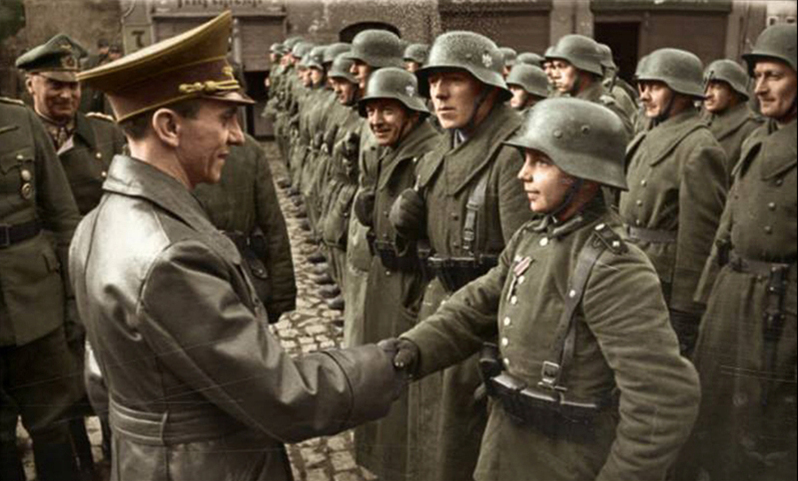
Йозеф Геббельс поздравляет за Железный крест II класса 16-летнего бойца Гитлерюгенда Вилли Хюбнера после освобождения Лаубана, март 1945
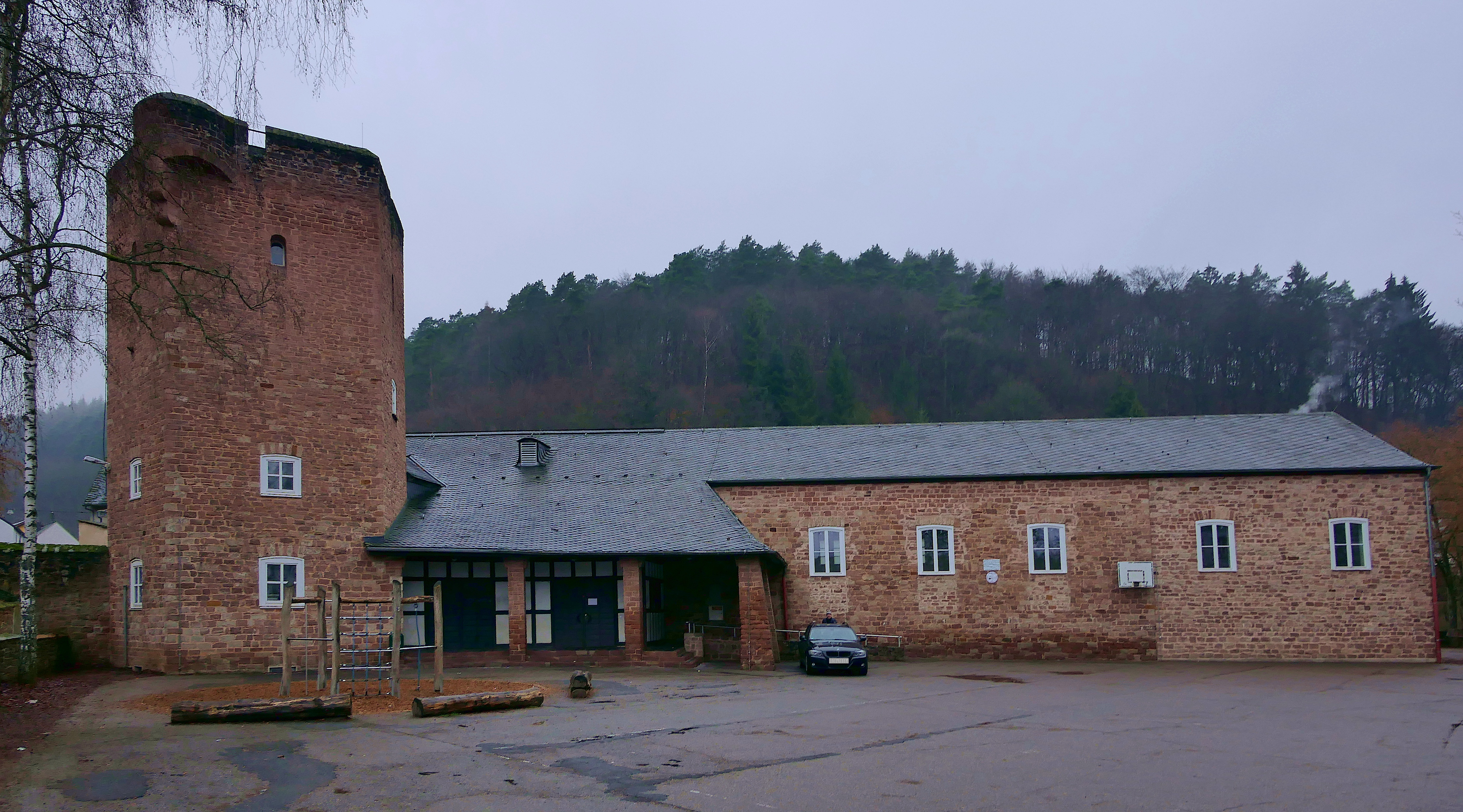
Бывшая государственная молодёжная школа в Трир-Бивер
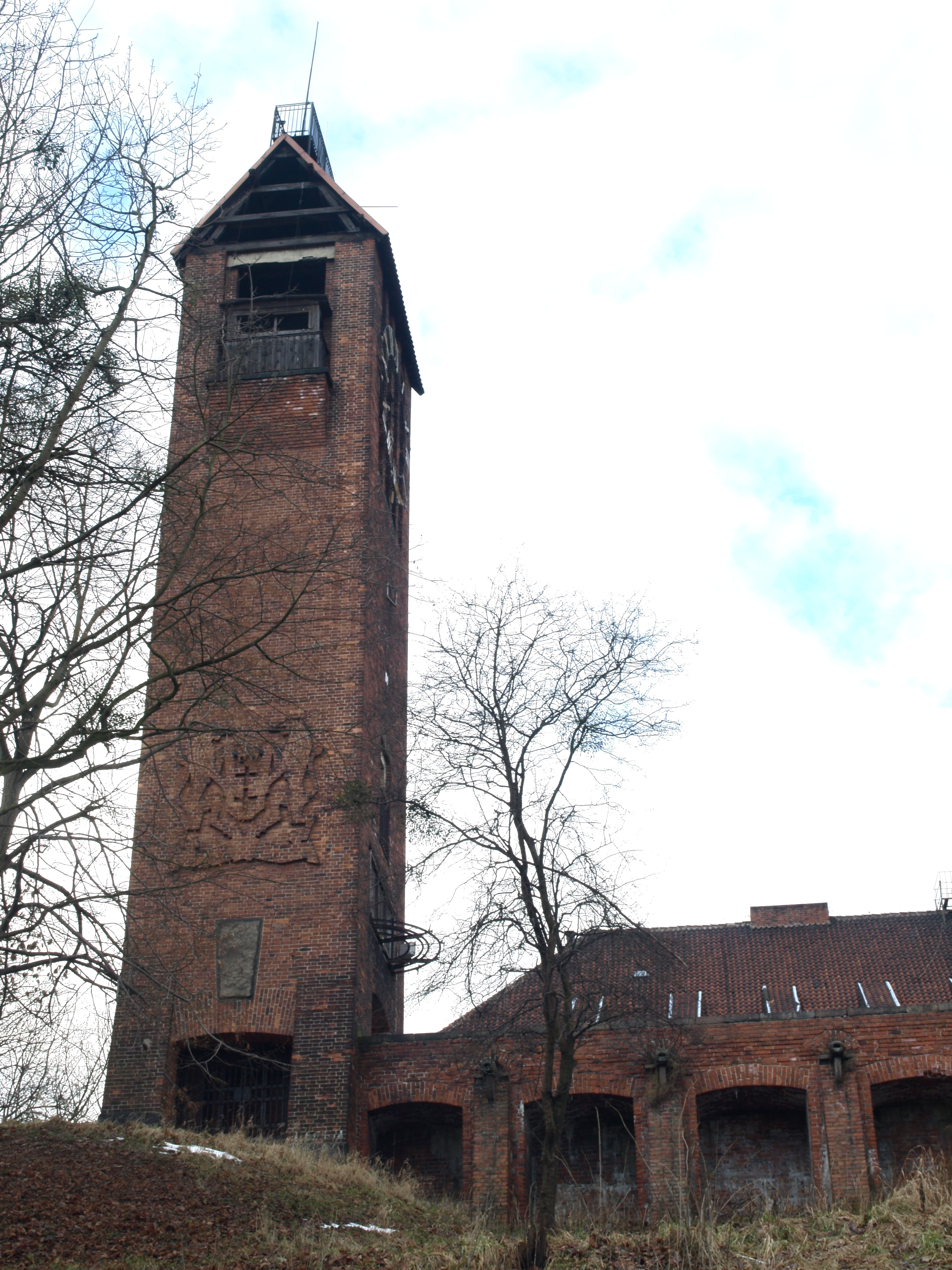
Бывшее общежитие Гитлерюгенда в Гданьске (сейчас штаб-квартира польской полиции)
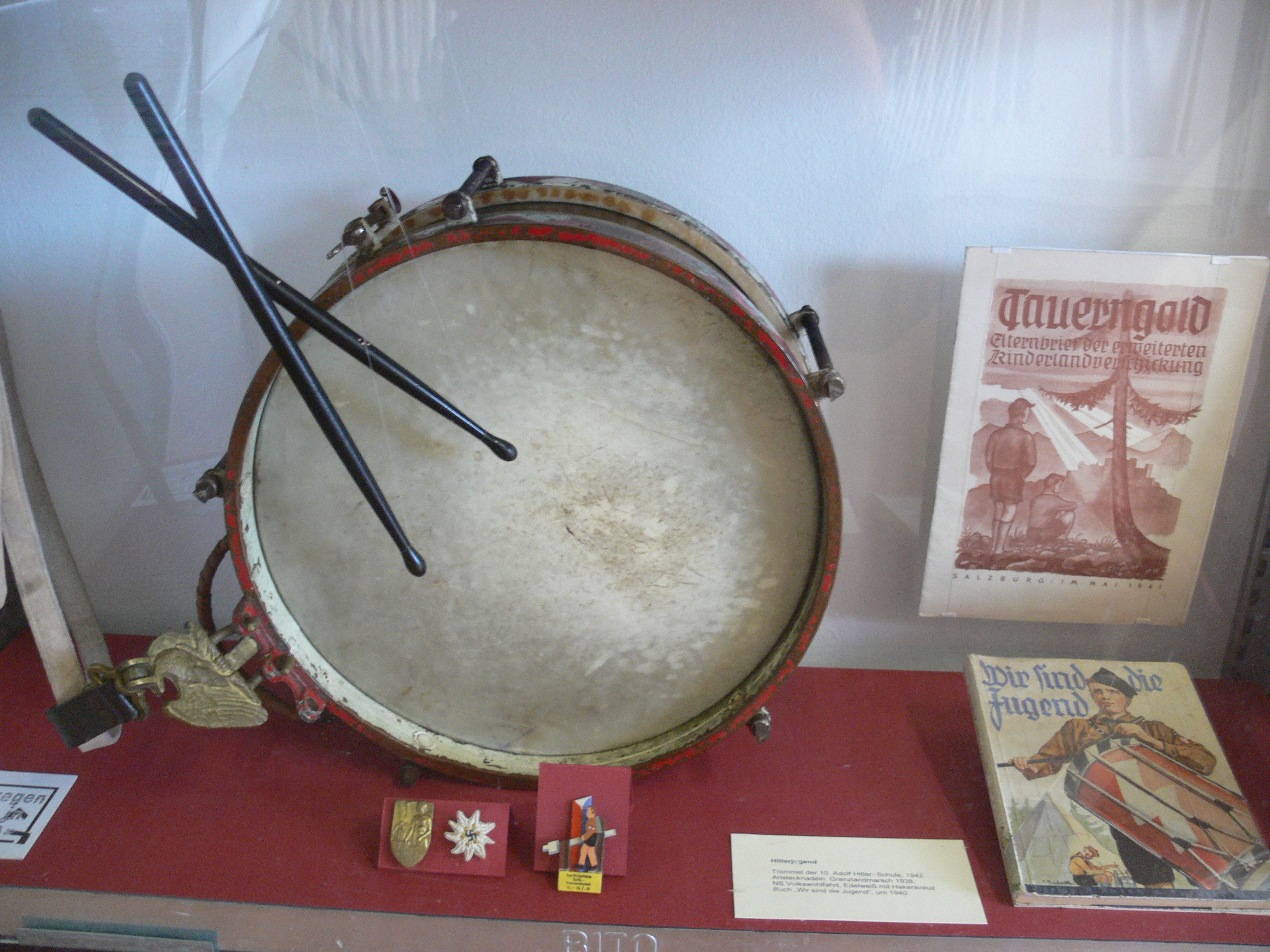
Походный барабан, значки и печатные работы Гитлерюгенда (Коллекция детства и юности, Берлинский городской музей)
Флаг дружины Гитлерюгенда
Вымпел рабочей молодёжи Гитлерюгенда (до 1933 г.)
Вымпел Юнгфолька
Ранний вымпел Юнгфолька (до 1933 г.)
Вымпел Ассоциации немецких девушек (BDM, Jungmädel)
Вымпел Ассоциации немецких девушек (JM-Gruppen)

## В массовой культуре

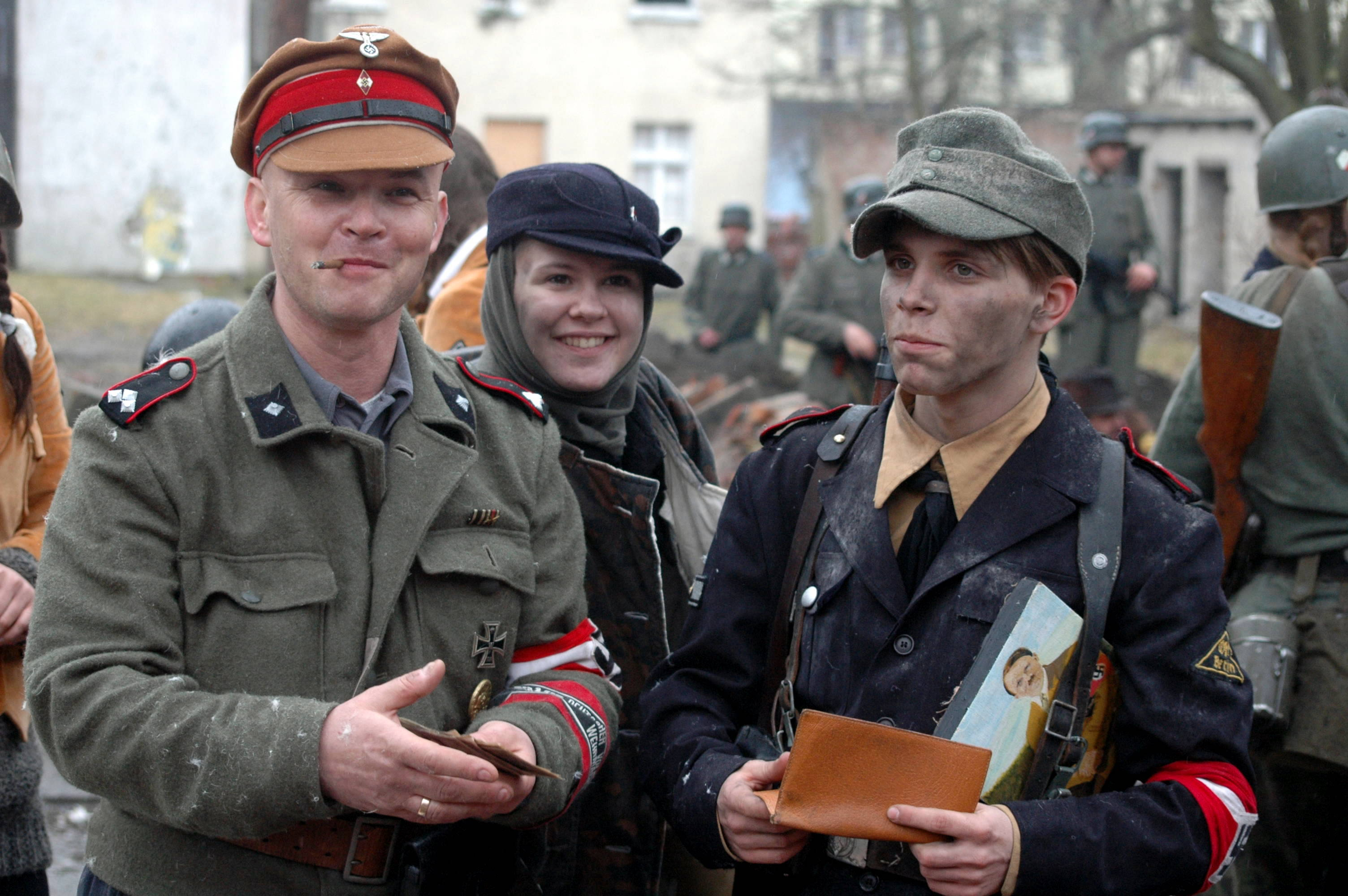
Реконструкторы в Польше 2010 год бои за Колобжег

- В 1933 году режиссёр Ханс Штайнхоф снял фильм «Юный гитлеровец Квекс». Непримиримый конфликт отца-коммуниста и сына, мечтающего о вступлении в гитлерюгенд.
- В 1993 году вышел фильм «Дети свинга». Студенты Петер, Томас и Арвид без ума от музыки в стиле свинг. И это большая проблема, ведь герои живут в Гамбурге 1939 года, свинг запрещён Гитлером как американская идеологическая зараза, так что их увлечение может принести им крупные неприятности: их могут исключить из гитлерюгенда и из института. Увы, ребята слишком молоды, чтобы оценить весь риск своей игры в бунтарей: днём — члены гитлерюгенда, вечером они самозабвенно танцуют свинг и с презрением говорят о фюрере. Игре наступает конец, когда гестапо хватает отца Петера за сочувствие к евреям, а сами герои попадают в поле зрения офицера СС. Для любителей джаза пришла пора испытаний — как и для всего мира, в связи с началом Второй мировой войны.
- Главный герой кинокомедии «Кролик Джоджо» — десятилетний член гитлерюгенда Йоханнес «Джоджо» Бетцлер, фильм в трагикомической форме повествует историю этой организации и её участника на заключительном этапе Второй мировой войны.
- В 2004 году вышел фильм «Академия смерти» — военная драма, рассказывающая историю Фридриха Ваймера, который попадает в одно из военизированных учебно-воспитательных национал-политических учреждений, готовивших элиту нацистской Германии в годы Второй мировой войны, где он знакомится с Альбрехтом Штейном, который, несмотря на своё привилегированное положение, находится в постоянной конфронтации с условиями академии, а затем в своём сочинении критикует недавнее задание от академии — выследить и убить сбежавших военнопленных, которые оказались его сверстниками (ещё и безоружными), что Альбрехт считает несправедливым. Теперь положение Альбрехта в академии находится под угрозой, так как директор заведения и отец угрожают отправить его на Восточный фронт.